# Gustav III
Gustav III, född 13 januari (g.s.) 24 januari (n.s.) 1746 i Kungshuset på Riddarholmen i Stockholm, död 29 mars 1792 på Stockholms slott, var kung av Sverige från 1771 fram till sin död.
Han var son till Adolf Fredrik och Lovisa Ulrika, bror till Karl XIII, far till Gustav IV Adolf, och kusin till Katarina II av Ryssland. På grund av sitt stora kulturintresse kallas han ibland "Teaterkungen". Han instiftade bland annat Kungliga Musikaliska Akademien och Svenska Akademien.
1772 genomförde han en statsvälvning (en statskupp, eller som han själv sade: revolution) då riksrådet fängslades. Kuppen genomfördes med hjälp av militära trupper och Sveriges första politiska partier, hattarna och mössorna, upplöstes. Detta satte punkt för de partistrider och den korruption som tidigare hade präglat svensk utrikes- och inrikespolitik. Genom den nya regeringsformen från 1772 delades den politiska makten återigen mellan konungen och riksdagen. Samma år avskaffade Gustav III även tortyr som förhörsmetod, och tortyrkammaren Rosenkammaren stängdes för alltid. Gustav III genomdrev dessutom en inskränkt tryckfrihetsförordning 1774.
År 1775 tillkännagav han stadgan för Marstrand som han gjorde om till en nästintill helt självstyrande ö. Marstrand erhöll privilegier och omvandlades till frihamnen Marstrand efter italienska förebilder. Frihamnen upphörde 1794.
Efter riksdagen 1778–1779 liberaliserades ekonomin och strafflagstiftningen, där exempelvis dödsstraffet begränsades och barnamordsplakatet infördes. Dessutom skapades en begränsad religionsfrihet som medförde att katoliker från 1781, genom toleransediktet, och judar från 1782, genom judereglementet, fick bosätta sig i riket, dock med begränsade medborgerliga rättigheter.
År 1784 överlät Frankrike till Sverige den karibiska ön Saint-Barthélemy mot handelsrättigheter i Sverige (se Franska tomten). Gustav III:s syfte var att nyttja ön för att stärka den svenska statskassan. Då ön inte var lämpad för jordbruk gjordes den 1785 om till frihamn.
I förenings- och säkerhetsakten från riksdagen 1789, utvidgades kungens makt men den ledde även till ett utjämnade av ståndsskillnaderna i Sverige, och från och med nu var de flesta ämbetena i riket även öppna för ofrälse personer. Lagen återgav även skattebönder (jordägare) jakträtten de förlorat 1647.
Hans krig mot Ryssland 1788–1790 slutade utan gränsjusteringar efter det andra slaget vid Svensksund, som blev en stor seger mot den ryska flottan. Fredsslutet i Värälä medförde dock ett slut på Rysslands inblandning i svensk politik.
Gustav var personlig vän med det franska kungahuset. Han engagerade sig i motståndet mot den franska revolutionen och införde en strikt censur av pressen. Hans politik gjorde honom impopulär inom delar av högadeln och det bildades en sammansvärjning för att avsätta honom. Han sköts vid en maskeradbal på operahuset i Stockholm den 16 mars 1792 av gärningsmannen Jacob Johan Anckarström och avled 2 veckor senare av sårfeber.

## Kunglig titel
Gustav III:s fullständiga titel på svenska löd:
Gustaf, med Guds Nåde, Sveriges, Götes och Vendes Konung, etc., Arvinge till Norge, Hertig till Schleswig Holstein, Stormarn och Dithmarschen, Greve till Oldenburg och Delmenhorst, etc.

## Kronprinstiden
Gustav III, Adolf Fredriks och Lovisa Ulrikas äldste son, föddes i Kungshuset, Riddarholmen i Stockholm den 24 januari 1746 (n.s.; 13 januari g.s.). Genom sin närmaste omgivning – i första hand modern men även guvernörer, uppvaktning och lärare – gjordes han tidigt bekant med den franska upplysningsåskådningen. Gustavs utveckling påverkades ofördelaktigt av söndringen mellan hans föräldrar och lärare samt riksdagens inblandning i hans uppfostran. Med den nya omgivning som ständerna 1756 gav honom (Carl Fredrik Scheffer blev hans guvernör), uttryckte kungaparet öppet även i sonens närvaro sitt missnöje, och den unge fursten hörde skarpa ord om rikets maktägande ständer.
Gustav såg sig tvungen att enligt ständernas krav gifta sig med Sofia Magdalena av Danmark (1766) men kom därigenom i konflikt med sin mor, som fattat motvilja mot den danska prinsessan. Redan som kronprins deltog han, inte utan avund från moderns sida, i hovpartiets ledning och framträdde mer och mer som de konstitutionellt och nationellt sinnade svenskarnas hopp. Han tog livligt del i de förhandlingar mellan de förenade hov- och hattpartierna och franske ambassadören som föregick 1769 års riksdag och bidrog i väsentlig mån till att förmå Adolf Fredrik att avsäga sig kronan under decemberkrisen 1768 för att framtvinga en urtima riksdags sammankallande och förbättring av statsskicket.
År 1766 gifte sig kronprins Gustav och den danska prinsessan Sofia Magdalena (1746–1813). Vigselakten ägde rum den 1 oktober på Christiansborgs slott i Köpenhamn utan brudgummens närvaro. På sin färd till Stockholm möttes Sofia Magdalena några dagar senare av kronprinsen i Helsingborg för att tillsammans med honom fortsätta resan.

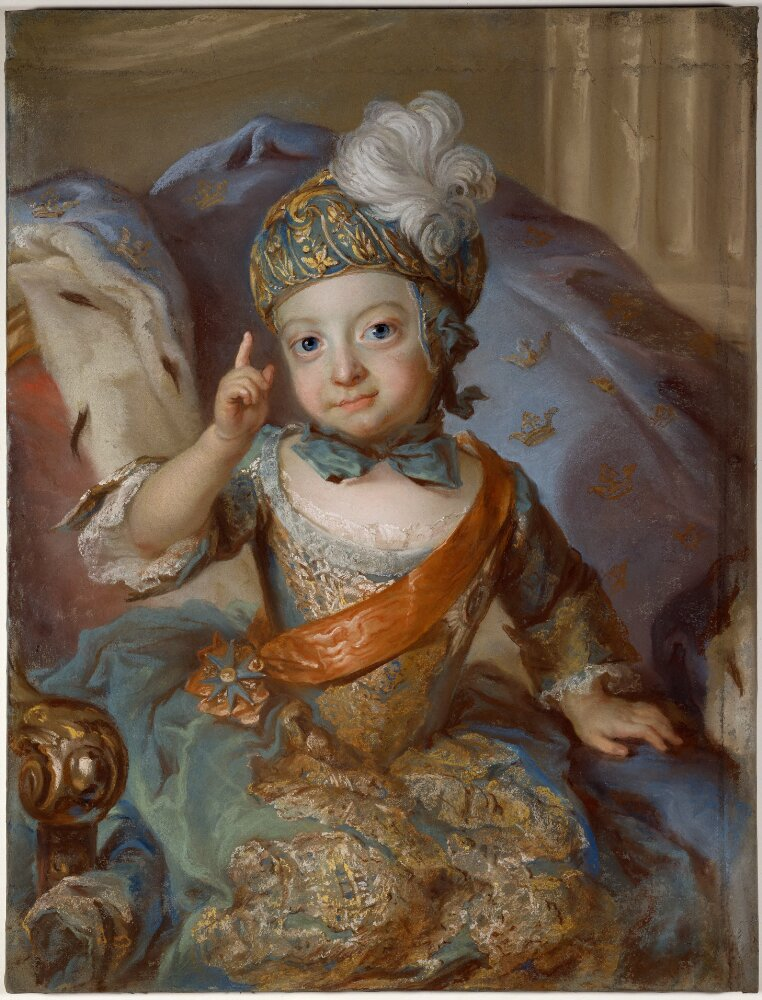
Porträtt av Gustav III som barn.
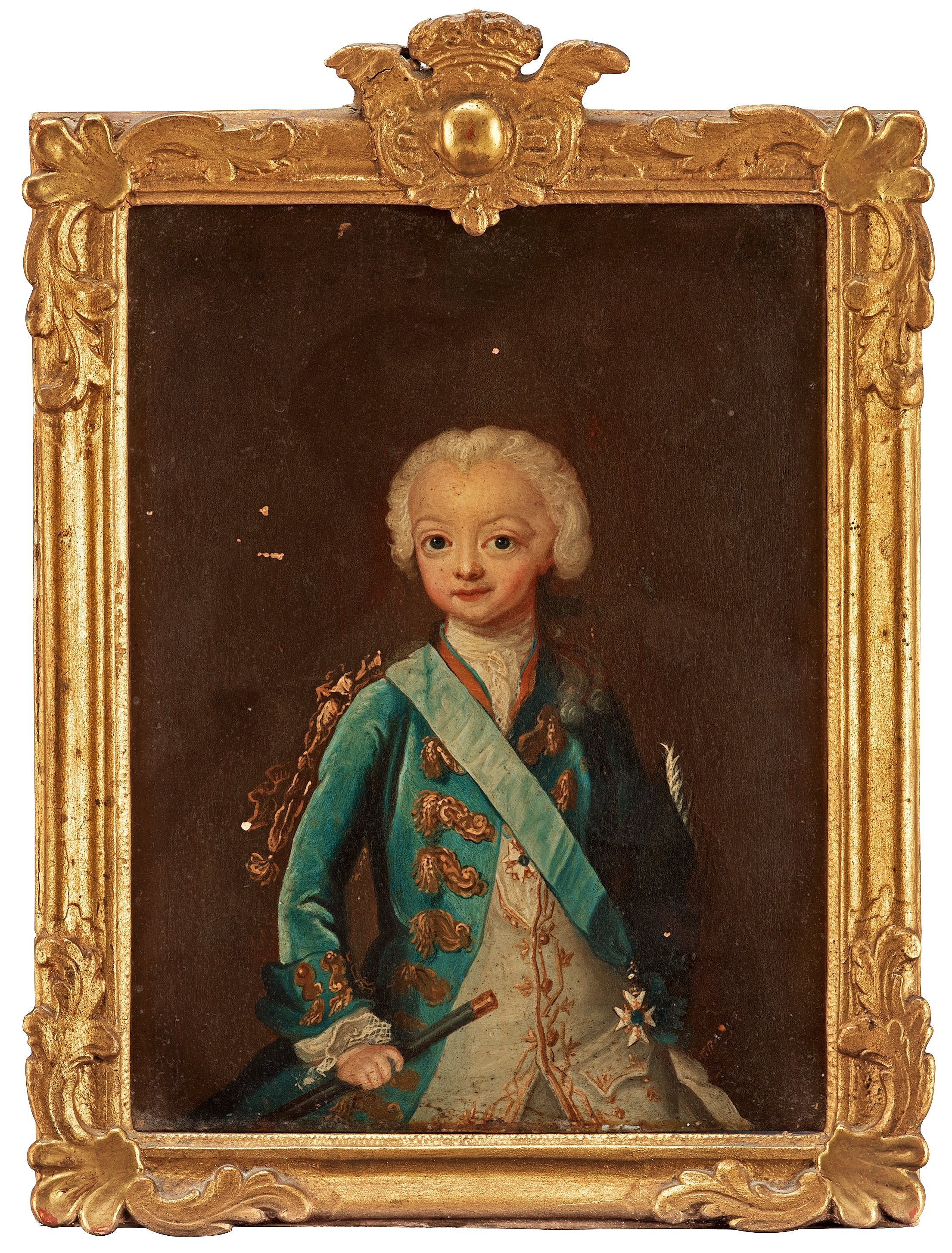
Den tioåriga kronprinsen Gustav, av Ulrika Pasch 1756
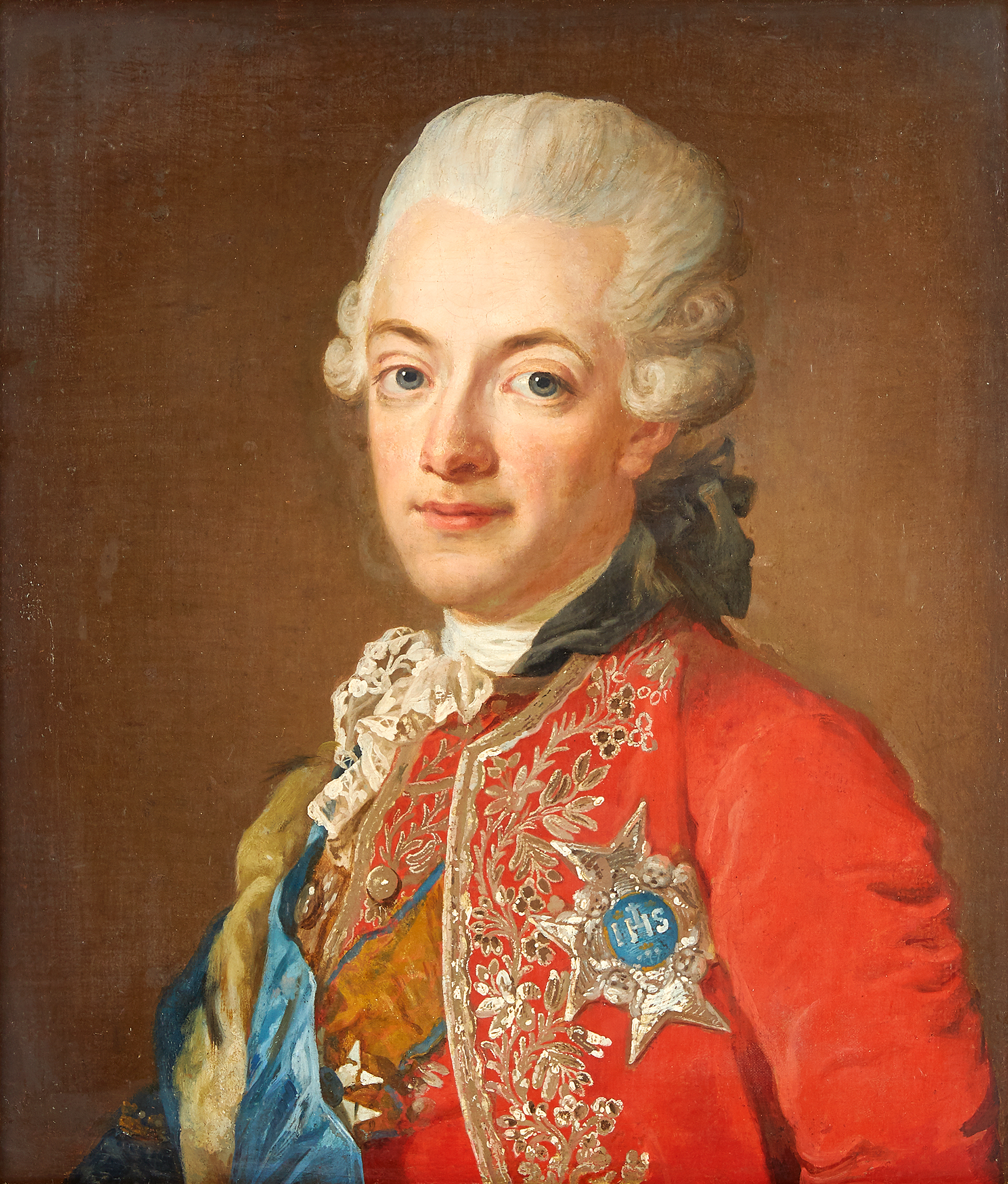
Den ca 25-årige kronprins Gustav strax innan faderns död, av Lorens Pasch d.y. ca 1770.

## Kung Gustav III

### Gustav III bestiger tronen

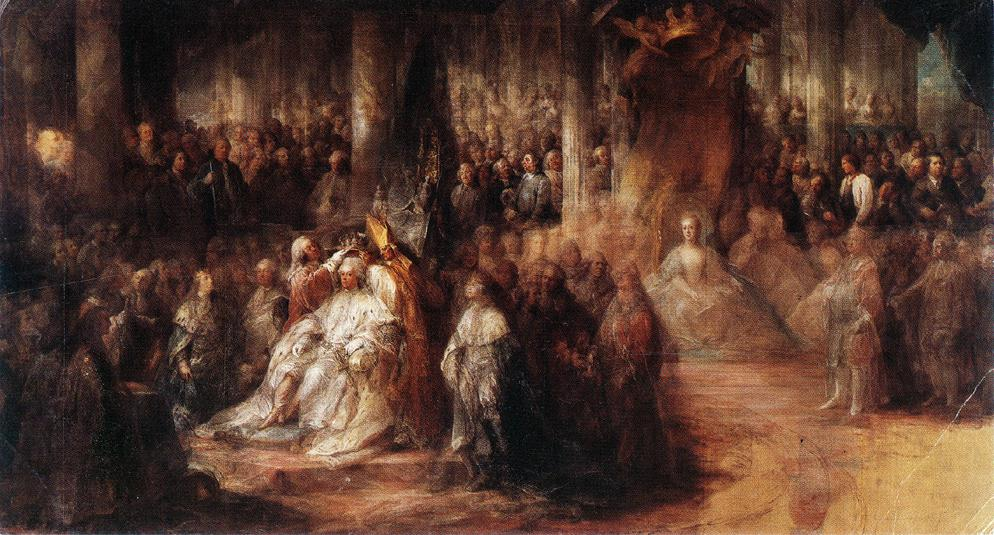
Gustav III:s kröning i Storkyrkan,
Oljemålning av Carl Gustaf Pilo

Vid faderns död den 12 februari 1771 befann sig Gustav i Paris och utverkade där åt sig franska regeringens löfte om bistånd vid den förestående riksdagen. Den gamle Ludvig XV gav honom dock rådet att i första hand försöka försona partierna och förmå dem till att arbeta gemensamt för rikets räddning under kungamaktens ledning.
Den 25 juni 1771 höll Gustaf III Riksdagens högtidliga öppnande under Riksdagen 1771–1772 där kungen försöker att försona de stridande partierna. Han säger bland annat;
| ”                                                  | Född och upfödd ibland Eder, har jag alt från de spädaste åren lärt, at älska mit Fädernesland, at anse för den största lycka, at ware Swensk, och den största Ära at wara den förste Medborgaren ibland et Fritt Folk. | „ |
| – Gustav III:s tal till ständerna den 25 juni 1771 | |   |

Riksmötet fortsatta under hösten 1771 och in i 1772, och man firade även under riksdagen den 29 maj 1772 Gustav III:s kröning i Storkyrkan.

### Statskupp och stärkt kungamakt
I Jacob Magnus Sprengtporten och Johan Christopher Toll fann Gustav skickliga och nitiska medhjälpare, som åtog sig att uppmana Finland och Skåne till uppror mot regeringen. Då emellertid det skånska upproret utbröt i förtid och mösspartiet fick kännedom om detta, vågade kungen inte som avtalat invänta Sprengtportens återkomst från Finland, utan genomförde på egen hand statsvälvningen i huvudstaden. Med framför allt Livgardets bistånd arresterades rikets råd och de främsta riksdagsmännen inom mösspartiet den 19 augusti 1772, och två dagar därefter fick ständerna bekräfta en av kungen utarbetad ny regeringsform, 1772 års regeringsform, varefter de fängslade frigavs. Även prästen och hattpolitikern Anders Carl Rutström hade arresterats, sannolikt på grund av sitt till trycket befordrade tal inför Artilleriregementet, med skarp kritik mot kungamakten, under Lovisa Ulrikas försök till statskupp 1756. Och Rutström frigavs inte några dagar senare utan avled i slottshäktet den 20 oktober.
Genom den nya, till sitt innehåll obestämda och svävande regeringsformen lades maktens tyngdpunkt i händerna på kungen, som fick tämligen stort utrymme för sin personliga verksamhet, men till en början återställdes dock jämvikten mellan statsmakterna. Det sätt som Gustav under de första åren använde denna nyförvärvade makt gav honom i rikt mått folkets kärlek. Omgiven av män som bröderna Carl Fredrik och Ulrik Scheffer, Johan Liljencrants, Carl Sparre, Henrik af Trolle med flera, vidtog han en mängd förbättringar på nästan alla samhällslivets områden: tortyrens avskaffande (1772), förbättring av allmänna hälsovården, rensning från missbruk i förvaltningen och i samband med detta nya förbättrade lönestater för rikets ämbetsmän, spannmålshandelns frigivning (1775 och 1780), inrättande av en diskont (1773), invandrare med annan religion än protestantismen var nu tillåtna, armén och flottan satta i förbättrat skick, initiativ till mildrad strafflag samt framför allt den med stor skicklighet utförda myntrealisationen 1777. I samband med att tortyren avskaffades, infördes istället ett institut som innebar att den misstänkte sattes i fängelse på obegränsad tid tills vederbörande bekände.
1777 blev han den första statschefen i världen att erkänna USA som ny stat. Han hade detta att säga om Amerikanska revolutionen redan i oktober 1776:
Det är ett så intressant skådespel att se en stat som skapar sig själv, att jag – om jag nu inte var den jag är – skulle bege mig till Amerika för att på nära håll följa alla faser i denna nya republiks tillkomst. – Detta är kanske Amerikas århundrade. Den nya republiken, som knappast har en bättre sammansatt befolkning än Rom hade till att börja med, kanske en dag kommer att utnyttja Europa, på samma sätt som Europa i två sekler har utnyttjat Amerika. Hur som helst kan jag inte låta bli att beundra deras mod och livligt gilla deras djärvhet.
Gustav III grundade städerna Tammerfors 1779, Kaskö 1785, Kuopio 1785 och Östersund 1786.

### Upplyst despotism och opposition mot kungen

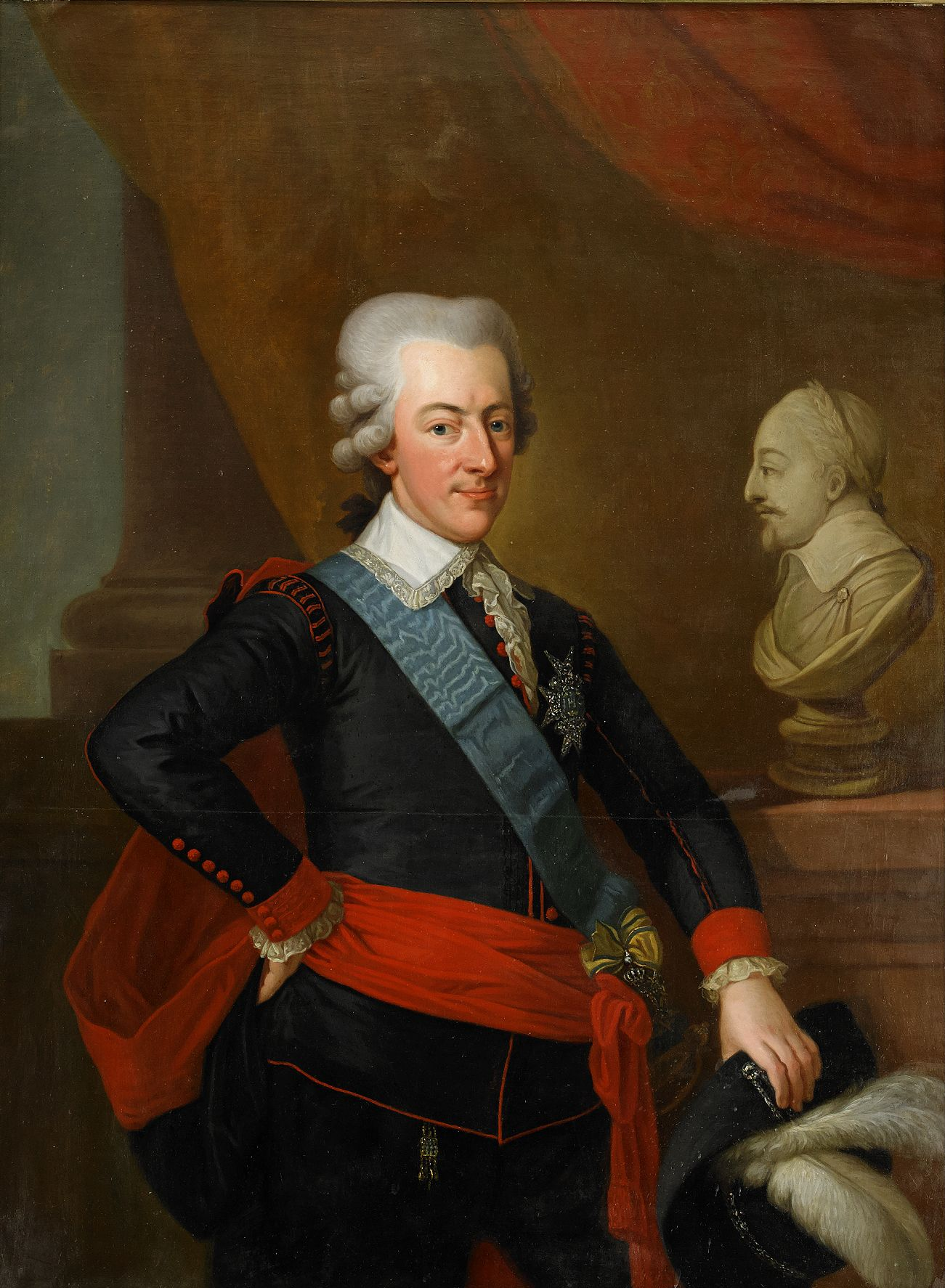
Gustav III iklädd nationella dräkten som han lanserade 1778. På en målning från 1786 av Per Krafft den äldre.

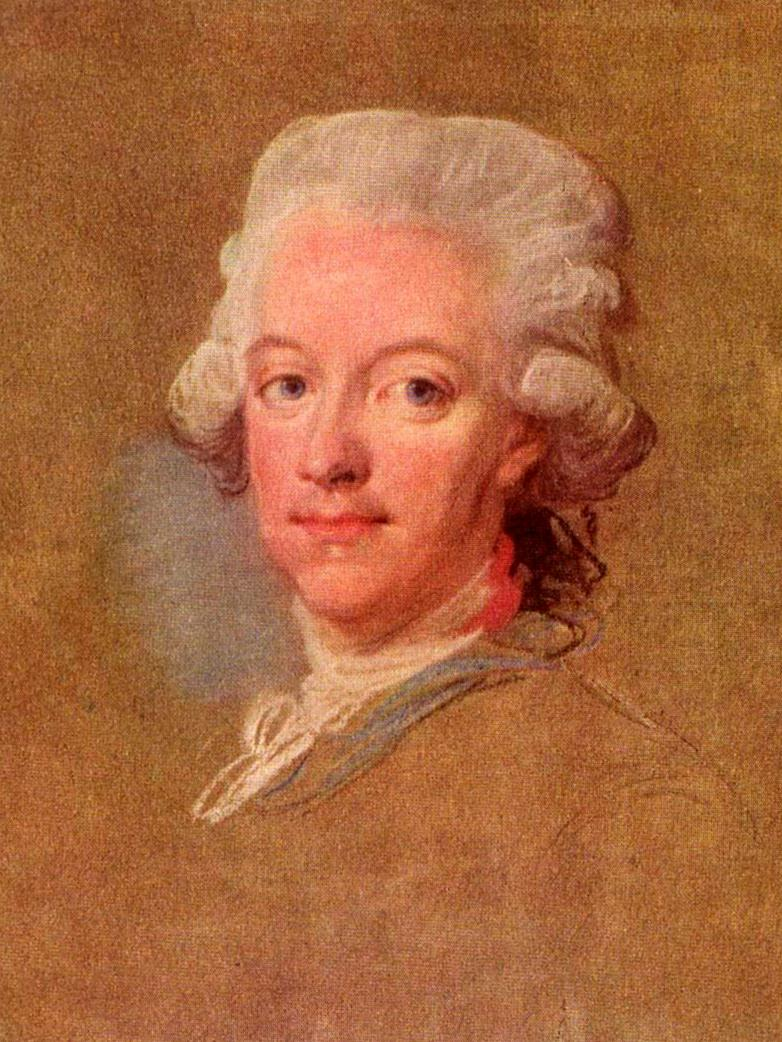
Gustav III, porträtterad av Lorens Pasch den yngre.

Liksom många andra av 1700-talets kungligheter var Gustav III influerad av de franska upplysningsfilosoferna. Han var väl förtrogen med tidens tänkare och hade som kronprins brevväxlat med Voltaire. Han var angelägen om att i sin kungagärning förena sin stärkta kungamakt med upplysningens idéer om tolerans och frihet. Men han var inte bara upplyst utan också en despot. Han betraktade sig själv som en sann tryckfrihetsvän och uppmuntrade publikationer i samhällsnyttiga ämnen, men när oppositionen mot honom växte sig starkare drog han sig inte för att inskränka tryckfriheten. 1774 utfärdades en ny tryckfrihetsförordning som innehöll en rad begränsningar jämfört med den tidigare förordningen från 1766.
Redan vid riksdagen 1778–1779 framträdde början till en ny opposition, som kritiserade flera av kungens åtgärder och framför allt riktade sig mot hans växande benägenhet för envälde. Gustav III var emot dödsstraff och lade fram en proposition inför riksdagen 1778–1779, som avskaffade dödsstraff för alla brott utom mord, barnamord och dråp. Dessutom var alla dödsstraff underkastade kungens underskrift, och kungen skrev sällan under. Detta tolkades av hans kritiker som en otillbörlig mildhet i sedlighetsmål, eftersom sodomi var ett av de brott som renderade dödsstraff. Senare tiders historiker har menat att detta kan ses som bevis på att kungen kan ha haft sexuellt umgänge med män. Det saknas dock tillförlitliga belägg för detta i sakliga historiska källor för att göra ett sådant antagande.
Han tillhörde den exklusiva grupp prenumeranter på upplysningstidens berömda tidskrift Correspondance littéraire, philosophique et critique.

### Utrikespolitik och krigsplaner

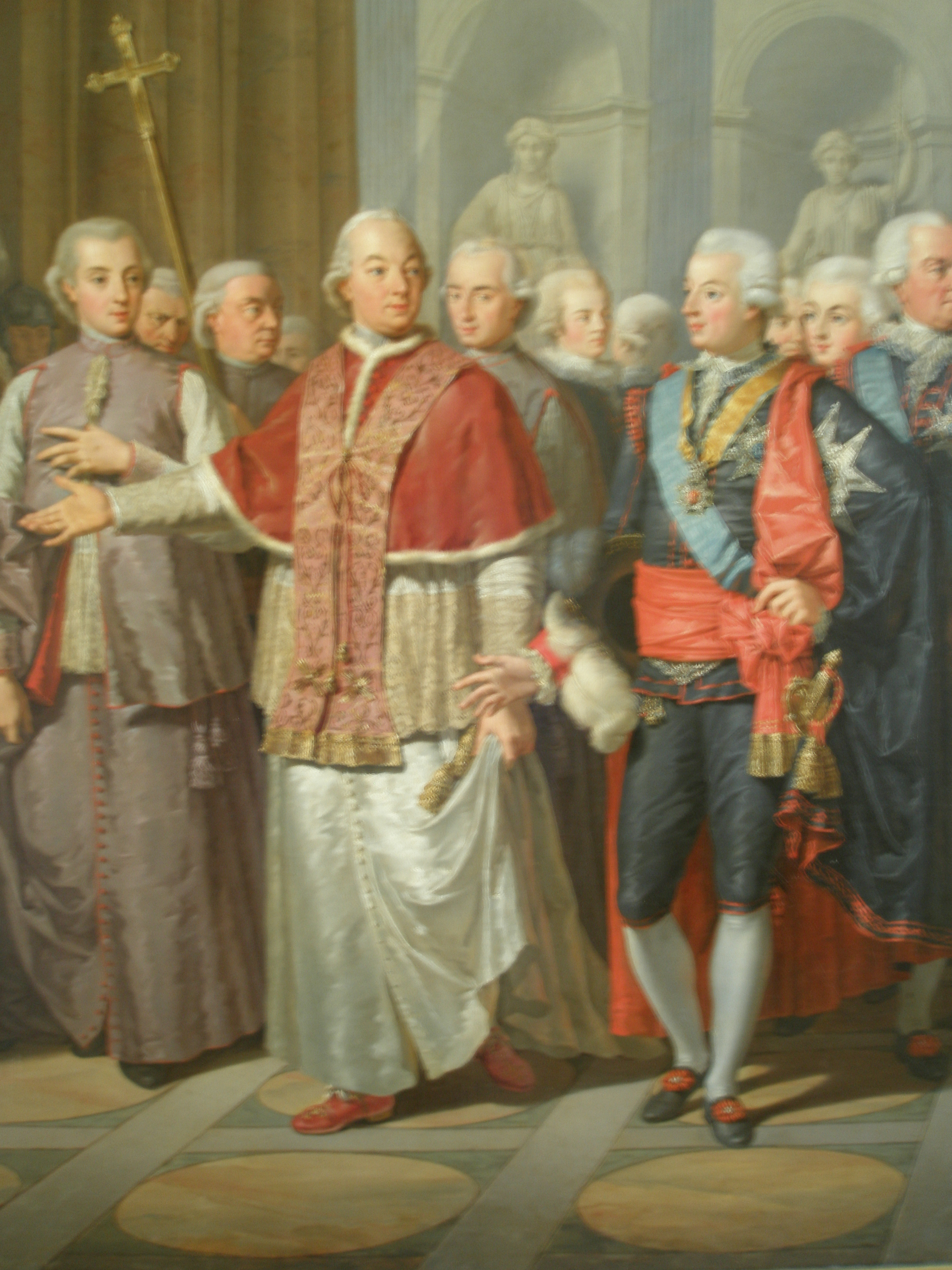
Gustav III tillsammans med påve Pius VI under besöket i Italien 1783, målning av Bénigne Gagneraux.

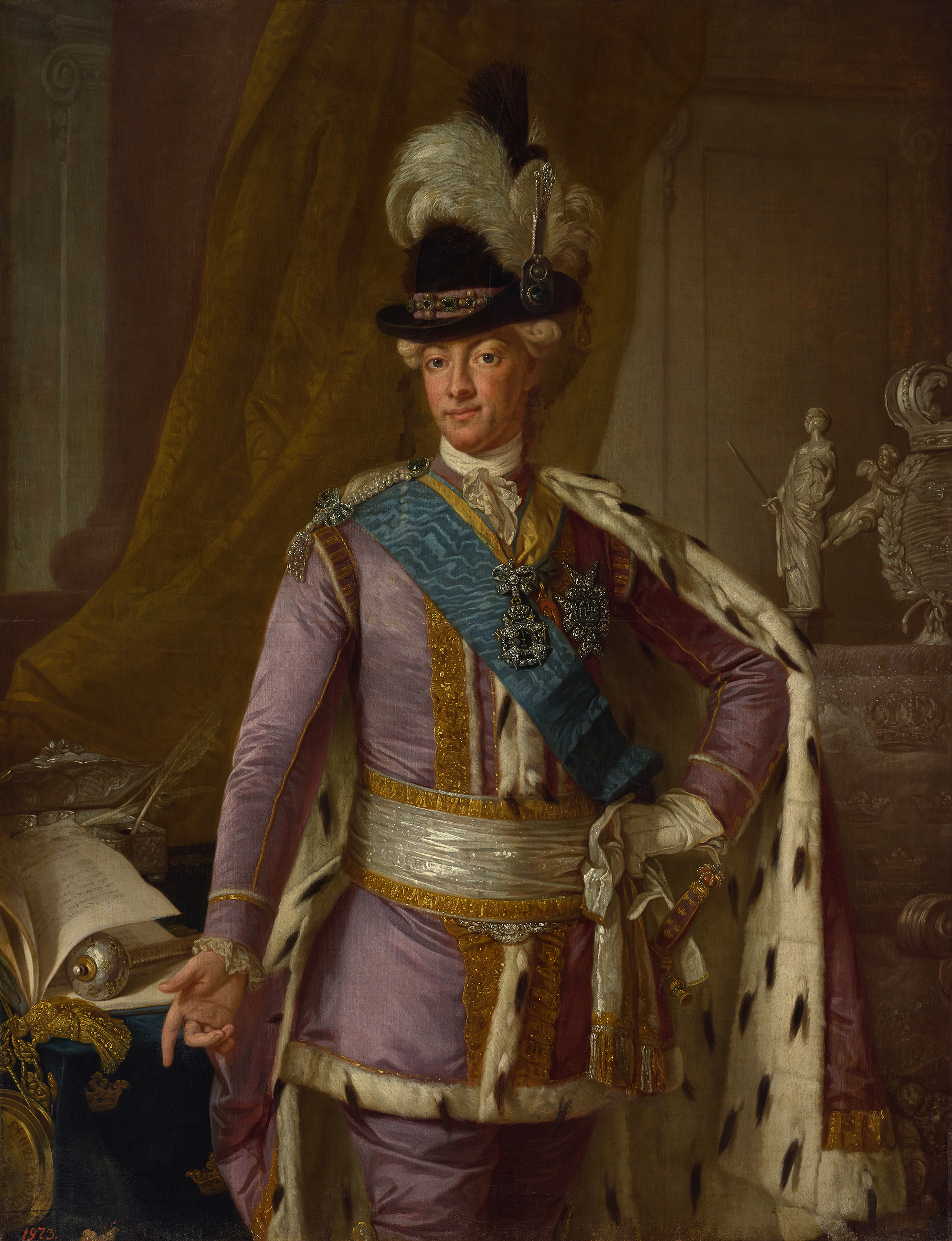
Gustav III iklädd ceremonidräkten, pekande på 1772 års regeringsform.

De nödår som inträdde med den sällsynt långvariga missväxt som började 1780 bidrog till att fördystra stämningen. Kungens intresse för det inre reformarbetet blev allt mindre och riktades i stället mot nya uppgifter utåt. Så länge den försiktige Ulrik Scheffer ledde utrikespolitiken hölls dock Gustavs tendenser tillbaka. Efter Scheffers avgång 1783 blev Gustav i egentligaste mening sin egen utrikesminister. De äldre rådgivarna trädde efter hand alla tillbaka för nya män, bland vilka under de närmaste åren Toll och senare Gustaf Mauritz Armfelt och Evert Vilhelm Taube framstår som mest inflytelserika. Gustavs första erövringsplan var riktad mot Norge, som han hoppades kunna erövra från Danmark genom ett plötsligt anfall. Ett problem var emellertid att Danmark var allierat med Ryssland. Vid ett personligt möte med sin kusin kejsarinnan Katarina II av Ryssland i Fredrikshamn 1783 sökte Gustav beveka henne att avstå inblandning i ett eventuellt svenskt-danskt krig. Vid Katarinas bestämda vägran att överge Danmark strandade hela planen, och Gustav begav sig i stället utomlands på en långvarig resa, under vilken han besökte företrädesvis Italien och Frankrike (1783–1784). I Paris förvärvade han kolonin Svenska S:t Barthélemy.
Från denna tid såg han i Ryssland sin främste fiende, till stor del på grund av dess inblandning i svenska utrikesärenden, och väntade endast på ett gynnsamt tillfälle att angripa landet. Gustavs krigspolitik gav ökad fart åt oppositionen, som även trängt in bland de ofrälse stånden. Slöseriet och lättsinnet vid hovet, den begynnande skuldsättningen utan ständernas bifall, det avstannande reformarbetet, växande godtycke vid befordringar och ökningen av andra missbruk i förvaltningen (pastoratshandeln) med mera, gjorde oppositionen allt kraftigare. I spetsen för denna stod den gamle partichefen greve Axel von Fersen d.ä., och vid 1786 års riksdag gavs missnöjet luft genom avslag på nästan alla Gustavs propositioner. I stället för att försöka kompromissa med oppositionen valde Gustav att ännu ivrigare söka sin räddning ur alla svårigheter genom ett lyckosamt krig. Förbindelsen mellan den fanatiska delen av adelsoppositionen och ryske ministern och begynnande separatistiska stämplingar i Finland, ledda av Göran Magnus Sprengtporten, som i slutet av 1786 övergick i rysk tjänst, ökade faran i Gustavs läge. Sverige syntes nästan återkastat i frihetstidens elände. Gustav hälsade därför underrättelsen om ett rysk-turkiskt krigsutbrott på hösten 1787 med glädje. Han var från början besluten att begagna tillfället, och våren 1788 började i djupaste hemlighet en upprustning.

## Ryska kriget 1788–1790

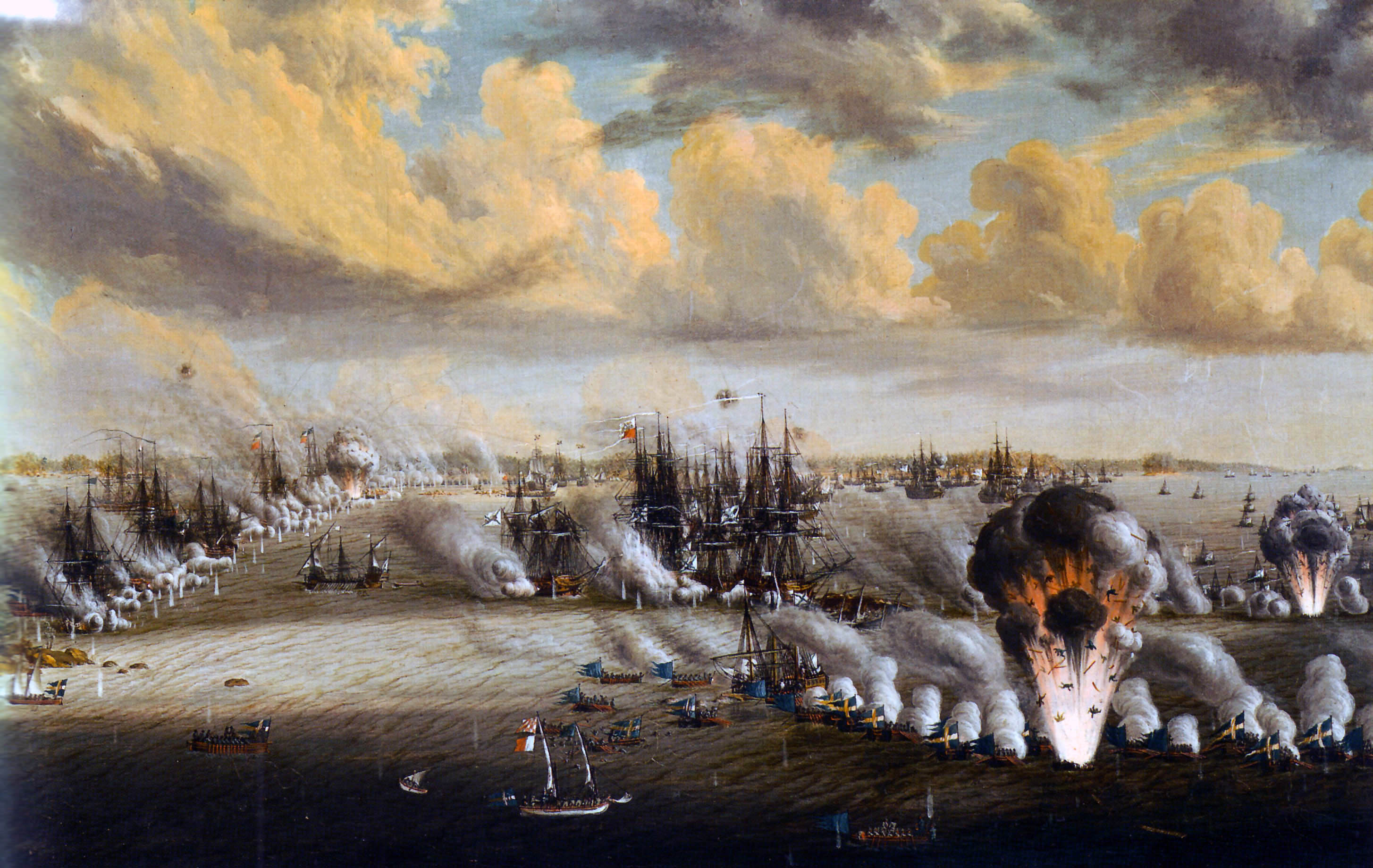
Slaget vid Svensksund
Oljemålning av Johan Tietrich Schoultz.

Utan säkra förbindelser med andra länder och utan trygghet från Danmark, som han förgäves sökt vinna för sig genom ett personligt besök i Köpenhamn på senhösten 1787, lät Gustav i slutet av juni 1788 sina trupper gå över ryska gränsen utan föregående krigsförklaring, under förevändning av ett obetydligt gränstumult arrangerat av honom själv. Gustavs plan att genom överrumpling bemäktiga sig Sankt Petersburg gick emellertid om intet, då hertig Karl i slaget vid Hogland i juli inte lyckades krossa den ryska flottan, och hans försök att erövra gränsfästningen Fredrikshamn misslyckades, bland annat till följd av det myteri, Anjalaförbundet, som i augusti utbröt inom officerskåren.
Danmarks anfall på Sverige – det så kallade Teaterkriget – vid denna tid syntes råga måttet av olyckan, men gav Gustav tillfälle att med heder lämna Finland och att vädja till det svenska folkets patriotism. Det finska officersupproret, som inte fick tillräckligt stöd från Ryssland, föll samman av sig självt inför den allmänna domen; på hösten kunde Gustav arrestera dess främsta män och i december utfärda kallelse till Riksdagen 1789. Då adeln här fortsatte sin kamp mot kungen och sökte förhindra att ständerna hjälpte honom i hans finansiella trångmål lät Gustav plötsligen, i februari 1789, arrestera riddarhusets främsta män (Axel von Fersen d.ä., Charles De Geer, Claes de Frietzky med flera) och genomdrev med de ofrälse ståndens hjälp trots adelns protester en ny grundlag, Förenings- och säkerhetsakten, som utvidgade kungens makt men som också utjämnade ståndsskillnaderna i Sverige, och från och med nu var de flesta ämbeten även öppna för ofrälse personer.
Kriget, som vilat under vintermånaderna, uppflammade därefter på nytt och fortgick under omväxlande segrar och nederlag under de följande två åren. Gustav hade själv inga fältherreegenskaper, men tog livlig personlig del i krigshändelserna och hemförde själv några mindre segrar till lands: slaget vid Uttismalm i juni 1789 och slaget vid Valkeala i april 1790, samt till sjöss över en rysk skärgårdseskader i slaget vid Fredrikshamn i maj 1790. Den 9 juli stod slaget vid Svensksund som är Sveriges största marina seger någonsin. Freden i Värälä den 14 augusti 1790 gav inga landvinster men gjorde slut på den ryska inblandningen i svensk politik.

### Franska revolutionen och nya krigsplaner
Gustav III såg en ära i att bli ansedd som en stor krigarkung och började genast dra upp nya krigsplaner. Personlig vänskap med den franska kungafamiljen, fruktan för de revolutionära idéerna och begäret att spela en lysande roll i Europa väckte tanken hos honom att bilda en koalition av Europas furstar för att hejda eller kväva revolutionen i Frankrike och återupprätta monarkin i Frankrike.
Gustav III var en svuren fiende till revolutionen. Han avskydde inte minst samhällsomstörtarnas hänsynslösa framfart mot den förfinade gamla kultur som han älskade och beundrade. Han vägrade erkänna både det nya Frankrikes flagga, trikoloren, och det sändebud som på våren 1791 kom till Stockholm med fullmakt från "fransmännens konung", som franska nationalförsamlingen numera benämnde den som förut titulerat sig "Frankrikes konung". Gustav förbjöd till och med tidningsskrivare och författare att ens omnämna oroligheterna i Frankrike eller den nya nationalförsamlingens överläggningar och beslut.
Hans plan var att sätta i gång ett korståg mot revolutionen, och han själv skulle leda företaget. I spetsen för en krigshär, till vilken Sverige skulle bidra med 16 000 man, skulle han under franska folkets jubel intåga som segrare i Paris och återupprätta den franske kungens gamla makt och myndighet. Han lockades inte enbart av äran och makten utan också av utsikten till den franske kungens tacksamhet och därmed följande subsidier med mera. Hans iver underblåstes ivrigt av Katarina II, som han åter närmat sig efter freden. De båda suveränerna hade återknutit den intima brevväxling som blev avbruten 1784.
Med det franska kungaparet underhöll Gustav förbindelse genom greve Axel von Fersen, Marie-Antionettes hängivne beundrare. Gustav understödde kungaparet i deras planer på att fly Frankrike och återvända under skydd av den krigsmakt som skulle slå ned revolutionen. Gustav III vistades vid tiden för Ludvig XVI:s och Marie-Antoinettes flyktförsök, på sommaren 1791, i Aachen där han lät veta att han var i huvudsak för att vila upp sig och ta hand om sin skakiga hälsa. Meningen var att han skulle sammanträffa där med det franska kungaparet. Även om resan till Aachen var ett svepskäl hade kungens hälsa varit dålig i flera pr. Kriget hade slitit på hans nerver och han hade lidit av influensa och av sina hemorrojder. I april skrev Carl Gustaf Nordin att Gustav III led av "feber, hetta, kval under bröstet, rodnad i ansiktet, och blodets tryckning mot huvudet". Han omgavs i Aachen av en mängd flyktiga franska adelsmän, de så kallade emigranterna, vilka underblåste hans avsky mot revolutionen och smickrade honom såsom det franska kungadömets blivande räddare. Då kom budskapet att det franska kungaparets flyktförsök blivit upptäckt innan de flyende hunnit över gränsen, och att Ludvig och Marie-Antoinette blivit återförda till Paris, där de sedan hölls under sträng bevakning. På Gustav verkade dessa händelser i hög grad uppskakande, och han satte genast i gång med arbetet på en motrevolution.
Hans plan ledde dock inte till något resultat, eftersom den inte fick tillräcklig uppmärksamhet hos de stora makterna, och på egen hand kunde Gustav ingenting uträtta. Han blev inte ens inbjuden att vara med på det möte där kejsaren av Österrike och kungen av Preussen dryftade frågan.

## Mordet på Gustav III

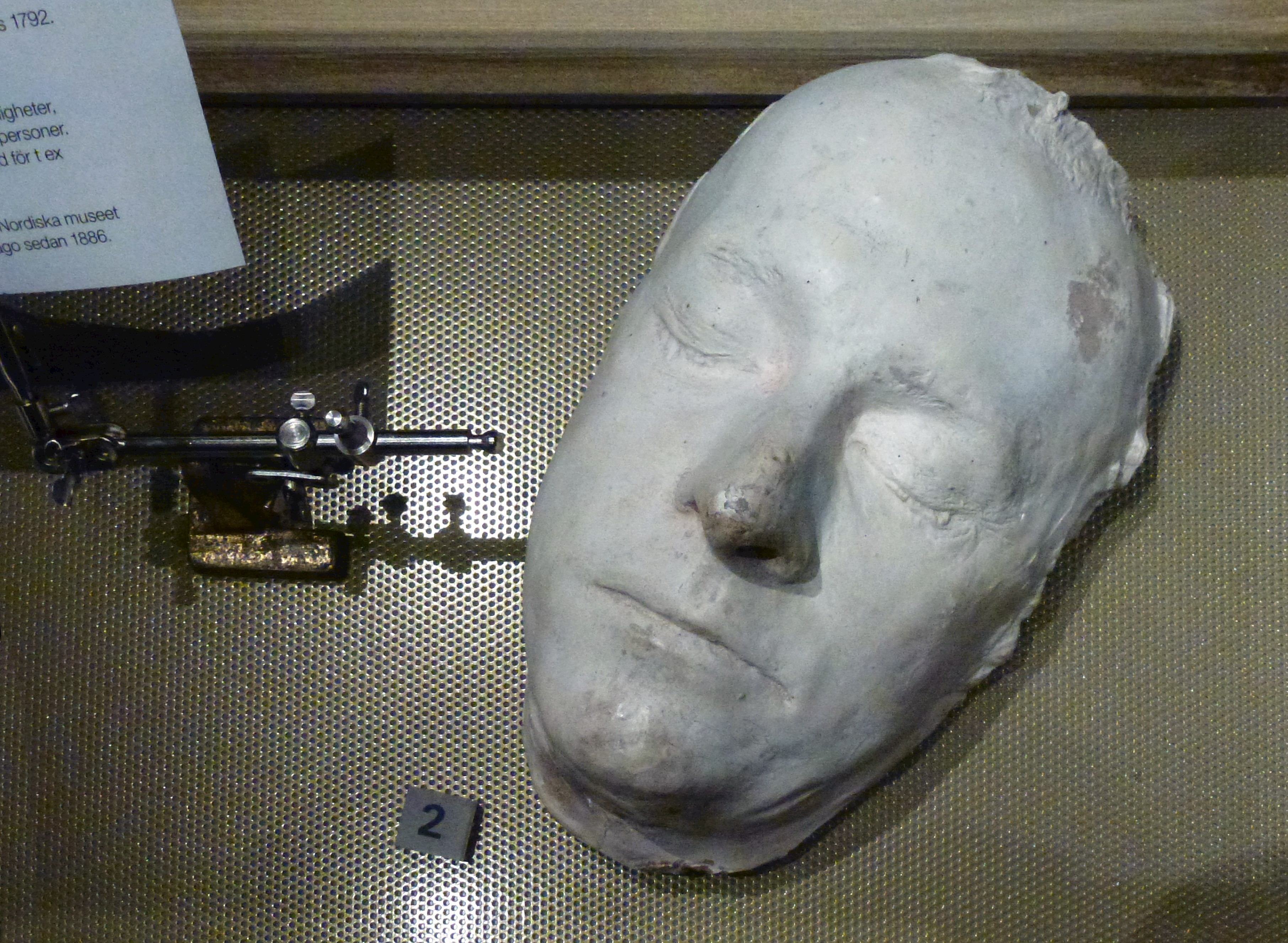
Gustav III:s dödsmask på Polismuseet i Stockholm.

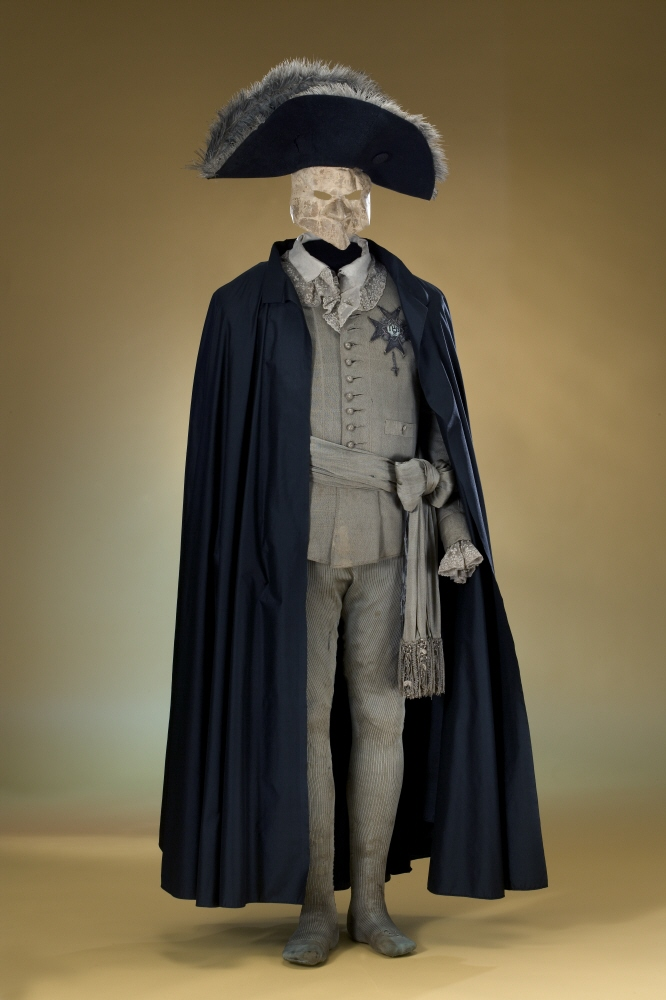
Maskeraddräkten Gustav III bar vid maskeraden på Operan. Livrustkammaren.

Gustav III:s krig mot Ryssland och genomförandet av Förenings- och säkerhetsakten 1789, vilken starkt begränsade adelns privilegier och i praktiken gjorde kungen till envåldshärskare, bidrog till att öka det hat mot Gustav III som funnits på många håll inom adeln ända sedan statskuppen 1772. Under vintern 1791–1792 bildades en sammansvärjning inom adeln, vars syfte var att mörda kungen och reformera regeringssättet. I spetsen för mordplanen stod Jacob Johan Anckarström, Adolph Ribbing och Claes Fredrik Horn, för de konstitutionella reformplanerna bröderna Jacob och Johan von Engeström, Carl Pontus Lilliehorn, Johan Ture Bielke och Carl Fredrik Pechlin. Intrigen i sin helhet leddes tydligen av den sistnämnde. Även häradshövdingen Anders Nordell ansågs av samtiden ha legat bakom attentatsplanerna, då han ofta hade kritiserat Gustav III och kände Anckarström väl i egenskap av hans juridiske rådgivare. Nordell blev förhörd av polisen men friades i brist på bevis, men blev fråntagen sitt domarämbete.

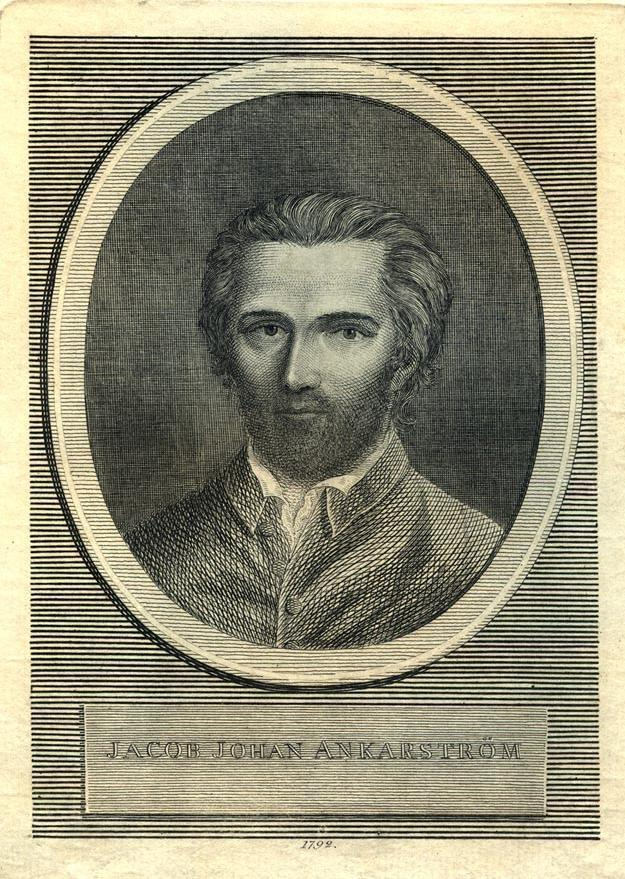
Kungens mördare Jacob Johan Anckarström.

Attentatet mot kungen skedde under en maskeradbal på operan i Stockholm den 16 mars 1792. Kungen hade samma kväll då han och några av hans vänner intagit en supé i den så kallade Kungsvåningens Drabantsal, fått ett varningsbrev från Carl Pontus Lilliehorn. Gustav läste igenom brevet, stoppade det på sig, men beslöt att ändå gå ner till balen. Efter middagen visade kungen brevet för sin vän Hans Henric von Essen som blev mycket upprörd och bad honom att inte gå ner. Kungen svarade då "Skola de få tro, att jag är rädd?". Han klädde på sig sin mask, trekantiga hatt och den tunna venetianska sidenkappan. På bröstet var kungens ordensstjärnor fullt synliga. Kungen och von Essen gick arm i arm ned från den kungliga logen, förbi första raden, och ut på operans scen. Snart omringades de av svartklädda män med vita masker. Anckarström drog fram sin ena pistol och avlossade den på nära håll. Skottet träffade kungen i ryggslutet.
Kungen vacklade till, måste stödja sig på von Essen, och sade på franska; "Ah! Je suis blessé, tirez-moi d'ici et arrêtez-le" ("Aj! Jag är sårad, ta mig härifrån och fånga honom!"). Samtidigt började de sammansvurna ropa "Elden är lös!", detta för att skapa panik för att kunna fly. Baron von Essen hade dock redan beordrat att dörrarna skulle stängas och alla gäster undersökas innan de fick lämna platsen, vilket ledde till att flera av de skyldiga kunde fångas redan efter några dagar. Anckarström arresterades redan morgonen därpå, och erkände sig skyldig vid första förhöret. Trots att listan över de skyldiga kunde göras lång, beslöt man att välja ut ett begränsat antal skyldiga. Straffet varierade för de inblandade, vissa fängslades på livstid medan andra landsförvisades. Anckarström fick stå som syndabock inför folket, och dömdes till skamstraff och dödsstraff. Han avrättades på Galgbacken på Hammarbyhöjden den 27 april 1792.
Gustav III:s skador ansågs till en början inte vara livshotande, men vid närmare undersökning visade det sig att pistolladdningen, som bestod av två blykulor, fem små hagel och sex "krokiga" tapetnubbar, trängt djupt in och skadat ädlare delar av kroppen. Det var omöjligt att ta ut kulorna. Kungens kirurg, överdirektör Théel, lyckades "endast uttaga några små spiknubbar", enligt Armfelt, som var vid kungens sida. "Under hela den plågsamma operationen", skriver Armfelt, "höll konungen mig i handen, vilken han då och då hårt tryckte. Några gånger förvreds hans ansikte, men intet skrik, ingen klagan undslapp honom." Inför den annalkande döden skedde en försoning mellan Gustav III och många av adelns främsta män. De uppvaktade den döende kungen och betygade sin sorg och avsky över mordgärningen.
Kungen avled i sviterna av blodförgiftning och lunginflammation den 29 mars 1792 i paradsängkammaren på Stockholms slott. Hans sista ord blev Jag är så sömnig, och jag vill försöka vila mig litet grann.
Gustav III är begravd i Riddarholmskyrkan i Stockholm.

## Gustav III:s person och familjeförhållanden

Sofia Magdalena av Danmark. Oljemålning av Carl Gustaf Pilo, 1765. Nationalmuseum.

Gustavs familjeförhållanden var olyckliga; han uttryckte själv att det "blivit honom förbehållet att känna sorger, för vilka den ringaste av hans undersåtar var fritagen". År 1766 hade han ingått ett konvenansäktenskap med prinsessan Sofia Magdalena av Danmark (1746–1813), men han fick aldrig någon nära kontakt med henne.
I juli-september 1768 hade Gustav sitt livs enda kärleksaffär, med Charlotte du Riez (född De Geer), men förhållandet tog slut då Gustav insåg att hon var otrogen mot honom. Brevväxlingen mellan dem båda finns bevarad i Uppsala universitetsbibliotek. Förhållandets karaktär har dock senare ifrågasatts av vissa historiker.
Länge behandlade han sin gemål med stor kallsinnighet, men sommaren 1775 åstadkom förste hovstallmästaren Adolf Fredrik Munck ett närmande mellan makarna. Det ledde till en första graviditet men hon fick missfall i början av september samma år. Det var inte förens 1 november 1778 som en tronföljare föddes. Det spända förhållande som alltsedan 1766 (med ett kort uppehåll 1772) rådde mellan kungen och hans mor förvärrades vid denna tid, då hon gav fart åt ett då gängse rykte att Munck var far till det barn, Gustav IV Adolf, som drottningen skulle föda. Den 25 augusti 1782 fick kungaparet ytterligare en son som döptes till Karl Gustav. Han avled dock redan i mars 1783. Hertiginnan antecknade i sin dagbok att hon aldrig sett kungen så förkrossad ut. Prinsen begravdes i Riddarholmskyrkan i det gustavianska gravkoret.

### Barn
- Gustav IV Adolf (1778–1837) (f. Gustaf Adolph), svensk kung 1792–1809
- Karl Gustav (1782–1783), hertig av Småland

## Kulturfrämjande

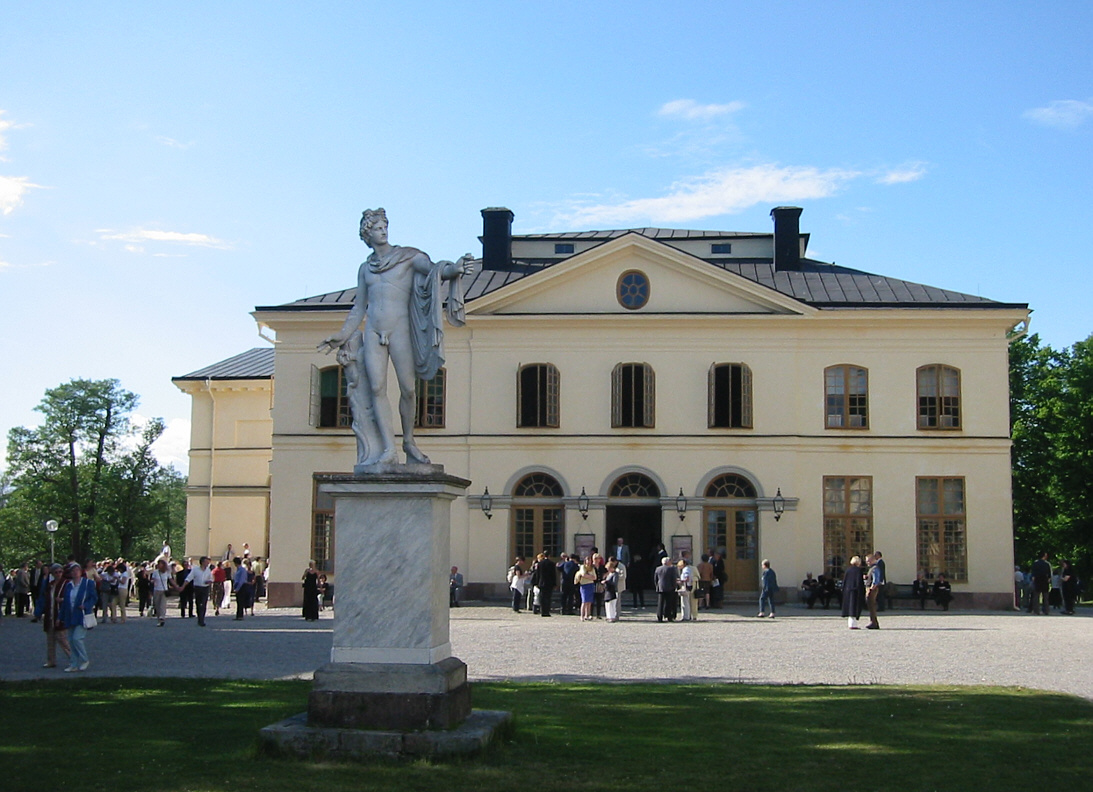
Drottningholms slottsteater upplevde sin storhetstid under Gustav III.

För vitterhet och konst var Gustavs regering en gynnsam tid, och det uppsving som innan detta börjat under frihetstiden befordrades ivrigt av Gustav. Uppfostrad i den franska smakriktningen och i allmänhet hyllande dess lagar, strävade han emellertid efter att uppmuntra en, åtminstone till innehållet, nationell svensk litteratur och konst. Till den bildande konsten hade han förvärvat sig kärlek inte endast på rent teoretisk väg, utan även som utövande dilettant i tecknings- och etsningskonsten.
Som ett drag mot befolkningens överdådiga tävlan i klädlyx uppfann kungen 1778 den Nationella dräkten. Gustav III gjorde även ett medvetet urval av dräkter under sin livstid som han ansåg var värda att sparas för eftervärlden. Som sådana räknades plagg som erinrade om viktiga händelser, både i hans privata liv och kulturella historia. Kungens dräkter utgjorde ett anmärkningsvärt undantag i den Kungliga klädkammaren, då de kungliga plaggen vanligtvis införlivades med kammaren först efter ägarens död. Idag finns ett tjugotal dräkter från Gustav III sparade hos Livrustkammaren.
För ett Äreminne öfver Riks Rådet och Fält Marskalken Lennart Torstenson, den av Gustav instiftade Svenska Akademiens första tävlingsämne, vann Gustav 1786 denna akademis stora pris. Genom sina riksdagstal och andra anföranden visade Gustav sig vara en av Sveriges yppersta politiska talare. Konung Gustaf III:s skrifter i politiska och vittra ämnen; tillika med dess brefvexling utgavs 1806–12 av Johan Gabriel Oxenstierna (i två upplagor, en fransk och en fransk-svensk). Om hans efterlämnade historiska skrifter, se Gustavianska papperen. Mer än genom eget författarskap eller egen konstutövning verkade Gustav för den svenska vitterheten och konsten genom den uppmuntran och det ekonomiska understöd som han skänkte deras idkare, samt genom stiftandet eller återupprättandet av flera institutioner, såsom Musikaliska akademien (1771), Målar- och bildhuggarakademien (1773), Svenska Akademien (1786) samt Vitterhets- historie- och antikvitetsakademien (1786).
År 1773 lades grunden till Svenska Operan och 1782 invigdes Kungliga teatern, sedermera dagens Kungliga Operan med ett av världens äldsta balettkompanier, Kungliga Baletten från 1773. Efter några tidigare hovteaterförsök instiftade 1782 kungen också Förbättringssällskapet för svenska språket med uppgift att utarbeta grunderna för talteater på svenska språket (i stället för den brukliga franskan) och i två faser 1787–1788 grundades så den svenska nationalscenen för talteater på svenska, Kungliga Svenska Dramatiska Teatern, sedermera dagens Kungliga Dramatiska Teatern.
Gustav III beskyddade inte bara de svenska konstnärerna, utan inkallade även framstående utlänningar, bland andra Louis Jean Desprez, Louis Masreliez, Johann Gottlieb Naumann, och förvärvade genom inköp (i synnerhet under sin italienska resa, 1783–84) en mängd antika skulpturarbeten av stort konstvärde för statens räkning, vilka idag ingår i Gustav III:s antikmuseum som återinvigdes 1958. En staty över Gustav III, modellerad av Johan Tobias Sergel, restes i Stockholm 1808.
Gustav III är idag en av Sveriges mest välkända kungar. Det har skrivits många böcker om honom och åtskilliga drama- och dokumentärfilmer har gjorts om honom på teve. Den italienske kompositören Giuseppe Verdi baserade 1859, under viss förklädnad, sin kända opera Maskeradbalen på mordet på Gustav III.

## Teater
Det brinnande personliga teaterintresset blev inte sällan en komplikation för Gustav, både vad gäller hans anseende som kung och tidsfördelningen mellan ämbetets plikter och teaterkonsten. Kungen önskade själv leda teaterverksamheten vid såväl Drottningholms slottsteater som operan vid Kungliga teatern och slottsteatern på Gripsholms slott och var i hög grad verksam som såväl dramatiker som aktör och även regissör så ofta som tillfälle bjöds. Sina första pjäser skrev han på franska redan som barn. En första komedi, Le jeune Seigneur, är daterad 1756 och skildrar med munter självironi hans vardag som tioårig gosse, som hellre spelar teater än ägnar sig åt de studier hans guvernör söker få honom att koncentrera sig på.
Därefter följde ett stort antal skådespel, operalibretti och divertissement, flera historiska skådespel, inte sällan med Johan Henric Kellgren som medförfattare, såsom Gustaf Adolphs ädelmod (1783), Helmfelt (1783), Gustaf Adolph och Ebba Brahe (1783), Drottning Christina (1784), Gustaf Wasa (1786; även som operan Gustaf Wasa med musik av Johann Gottlieb Naumann) , men också verk med utländska eller dolt personliga motiv. De sista pjäserna ger goda inblickar i författarens eget liv, familjeproblem och svårigheter i ämbetet, om än förtäckt. Med komedierna Den ena för den andra (1788) och Födelsedagen (1789) ville han skildra borgerskapets livsmiljöer och vinna deras gillande i konflikterna med adeln. Alexis Michelowitch och Natalia Narischkin (1789) och den sista fullbordade pjäsen, Den svartsjuke neapolitanaren (1789), är personliga, utlämnande dramer om relationsproblem, isolering och konflikter, med en intensiv längtan efter att bli älskad som människa. Oscar Levertin beskriver mycket av detta i sina böcker om kungen, hans teaterverksamhet och hans tid.

### Gustav III:s dramatik
- Le jeune seigneur
- La mort de Henri IV
- Coriolanus
- Thetis och Pelée
- Birger Jarl och Mechtild
- Aeneas i Carthago
- Gustaf Adolphs ädelmod
- Helmfelt
- Frigga
- Gustaf Adolph och Ebba Brahe
- Drottning Christina
- Sune Jarl
- Gustaf Wasa
- Siri Brahe
- Den ena för den andra
- Den bedragne Bachan
- Alexis Michaelowitsch och Natalia Narischkin
- Födelsedagen
- Den svartsjuke neapolitanaren

Bevarade dramatiska fragment i övrigt
- Ingri Folkunge och Sverker
- Fale Bure och Siri Folkunge
- Folke Algotsson och Ingri Folkunge
- Torkel Knutssons död
- Nyköpings gästabud
- Erik XII:s död
- Engelbrekt
- Christina Gyllenstjerna eller Det stockholmska blodbadet
- Daljunkaren
- Jacob de la Gardie i Nowgorod
- Banérs död
- Demogorgons dotter
- Karnevalen i Venedig
- Mercure på Parnassen
- Atalibas död
- Oedipe i Colone
- Alsindor och Roger

## Anfäder
|            |  |  |  |  |  |  |  |                           |  |  |  |  |  |  |  |                                     |  |  |  |  |  |  |  | Kristian Albrekt av Holstein-Gottorp |
|            |  |  |  |  |  |  |  |                           |  |  |  |  |  |  |  |                                     |  |  |  |  |  |  |  |                                      |
|            |  |  |  |  |  |  |  |                           |  |  |  |  |  |  |  | Kristian August av Holstein-Gottorp |  |  |  |  |  |  |  |                                      |
|            |  |  |  |  |  |  |  |                           |  |  |  |  |  |  |  |                                     |  |  |  |  |  |  |  |                                      |
|            |  |  |  |  |  |  |  |                           |  |  |  |  |  |  |  |                                     |  |  |  |  |  |  |  | Fredrika Amalia av Danmark           |
|            |  |  |  |  |  |  |  |                           |  |  |  |  |  |  |  |                                     |  |  |  |  |  |  |  |                                      |
|            |  |  |  |  |  |  |  | Adolf Fredrik             |  |  |  |  |  |  |  |                                     |  |  |  |  |  |  |  |                                      |
|            |  |  |  |  |  |  |  |                           |  |  |  |  |  |  |  |                                     |  |  |  |  |  |  |  |                                      |
|            |  |  |  |  |  |  |  |                           |  |  |  |  |  |  |  |                                     |  |  |  |  |  |  |  | Fredrik VII av Baden-Durlach         |
|            |  |  |  |  |  |  |  |                           |  |  |  |  |  |  |  |                                     |  |  |  |  |  |  |  |                                      |
|            |  |  |  |  |  |  |  |                           |  |  |  |  |  |  |  | Albertina Fredrika av Baden-Durlach |  |  |  |  |  |  |  |                                      |
|            |  |  |  |  |  |  |  |                           |  |  |  |  |  |  |  |                                     |  |  |  |  |  |  |  |                                      |
|            |  |  |  |  |  |  |  |                           |  |  |  |  |  |  |  |                                     |  |  |  |  |  |  |  | Augusta Maria av Holstein-Gottorp    |
|            |  |  |  |  |  |  |  |                           |  |  |  |  |  |  |  |                                     |  |  |  |  |  |  |  |                                      |
| Gustav III |  |  |  |  |  |  |  |                           |  |  |  |  |  |  |  |                                     |  |  |  |  |  |  |  |                                      |
|            |  |  |  |  |  |  |  |                           |  |  |  |  |  |  |  |                                     |  |  |  |  |  |  |  | Fredrik I av Preussen                |
|            |  |  |  |  |  |  |  |                           |  |  |  |  |  |  |  |                                     |  |  |  |  |  |  |  |                                      |
|            |  |  |  |  |  |  |  |                           |  |  |  |  |  |  |  | Fredrik Vilhelm I av Preussen       |  |  |  |  |  |  |  |                                      |
|            |  |  |  |  |  |  |  |                           |  |  |  |  |  |  |  |                                     |  |  |  |  |  |  |  |                                      |
|            |  |  |  |  |  |  |  |                           |  |  |  |  |  |  |  |                                     |  |  |  |  |  |  |  | Sofia Charlotta av Hannover          |
|            |  |  |  |  |  |  |  |                           |  |  |  |  |  |  |  |                                     |  |  |  |  |  |  |  |                                      |
|            |  |  |  |  |  |  |  | Lovisa Ulrika av Preussen |  |  |  |  |  |  |  |                                     |  |  |  |  |  |  |  |                                      |
|            |  |  |  |  |  |  |  |                           |  |  |  |  |  |  |  |                                     |  |  |  |  |  |  |  |                                      |
|            |  |  |  |  |  |  |  |                           |  |  |  |  |  |  |  |                                     |  |  |  |  |  |  |  | Georg I av Storbritannien            |
|            |  |  |  |  |  |  |  |                           |  |  |  |  |  |  |  |                                     |  |  |  |  |  |  |  |                                      |
|            |  |  |  |  |  |  |  |                           |  |  |  |  |  |  |  | Sofia Dorotea av Hannover           |  |  |  |  |  |  |  |                                      |
|            |  |  |  |  |  |  |  |                           |  |  |  |  |  |  |  |                                     |  |  |  |  |  |  |  |                                      |
|            |  |  |  |  |  |  |  |                           |  |  |  |  |  |  |  |                                     |  |  |  |  |  |  |  | Sofia Dorotea av Celle               |
|            |  |  |  |  |  |  |  |                           |  |  |  |  |  |  |  |                                     |  |  |  |  |  |  |  |                                      |

## Galleri

Gustav III, i sin kröningsdräkt, målad av Lorens Pasch d.y.
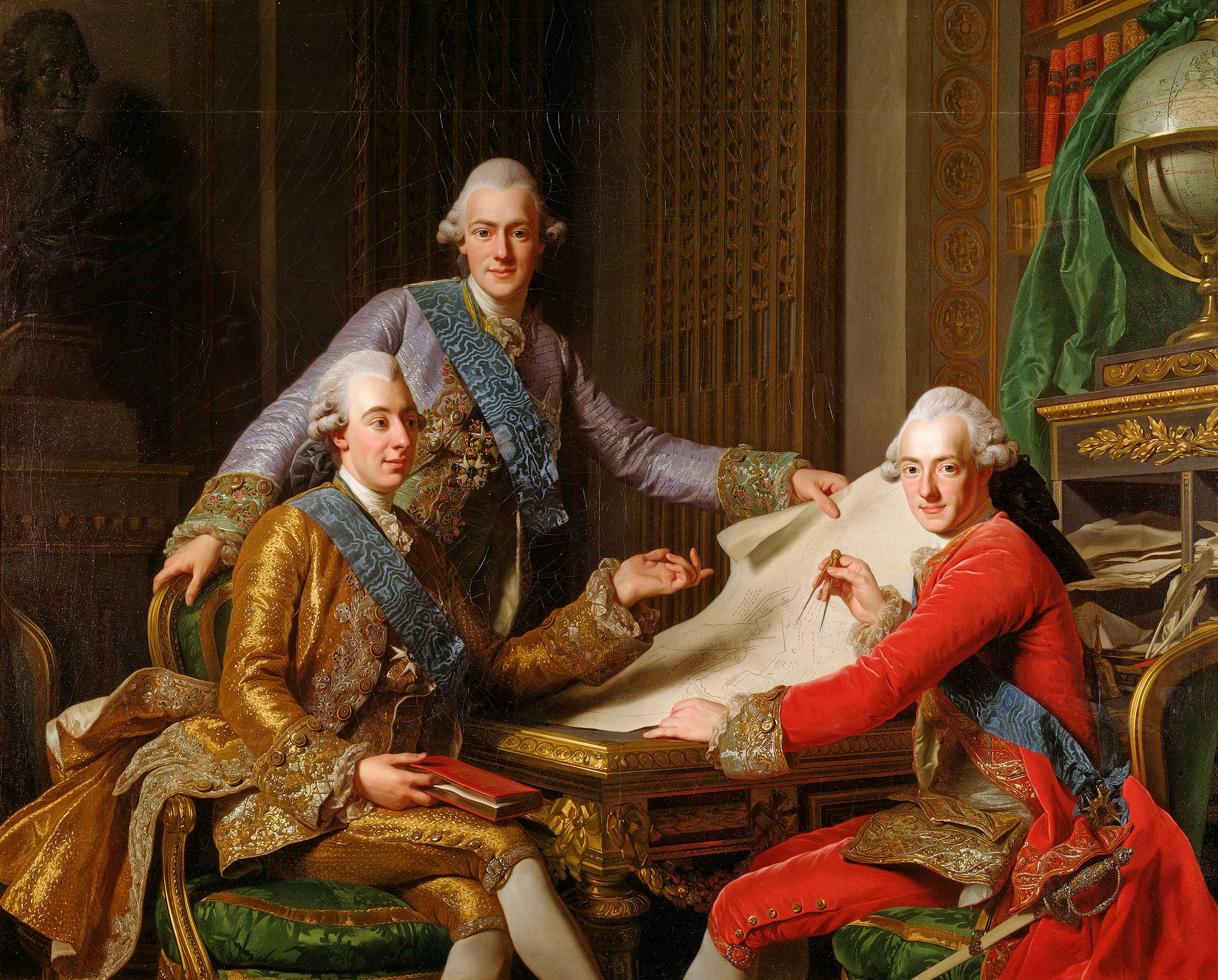
Tre bröder. Gustav III i guldfärgad rock till vänster med bröderna prins Fredrik Adolf och prins Karl, sedermera kung Karl XIII.
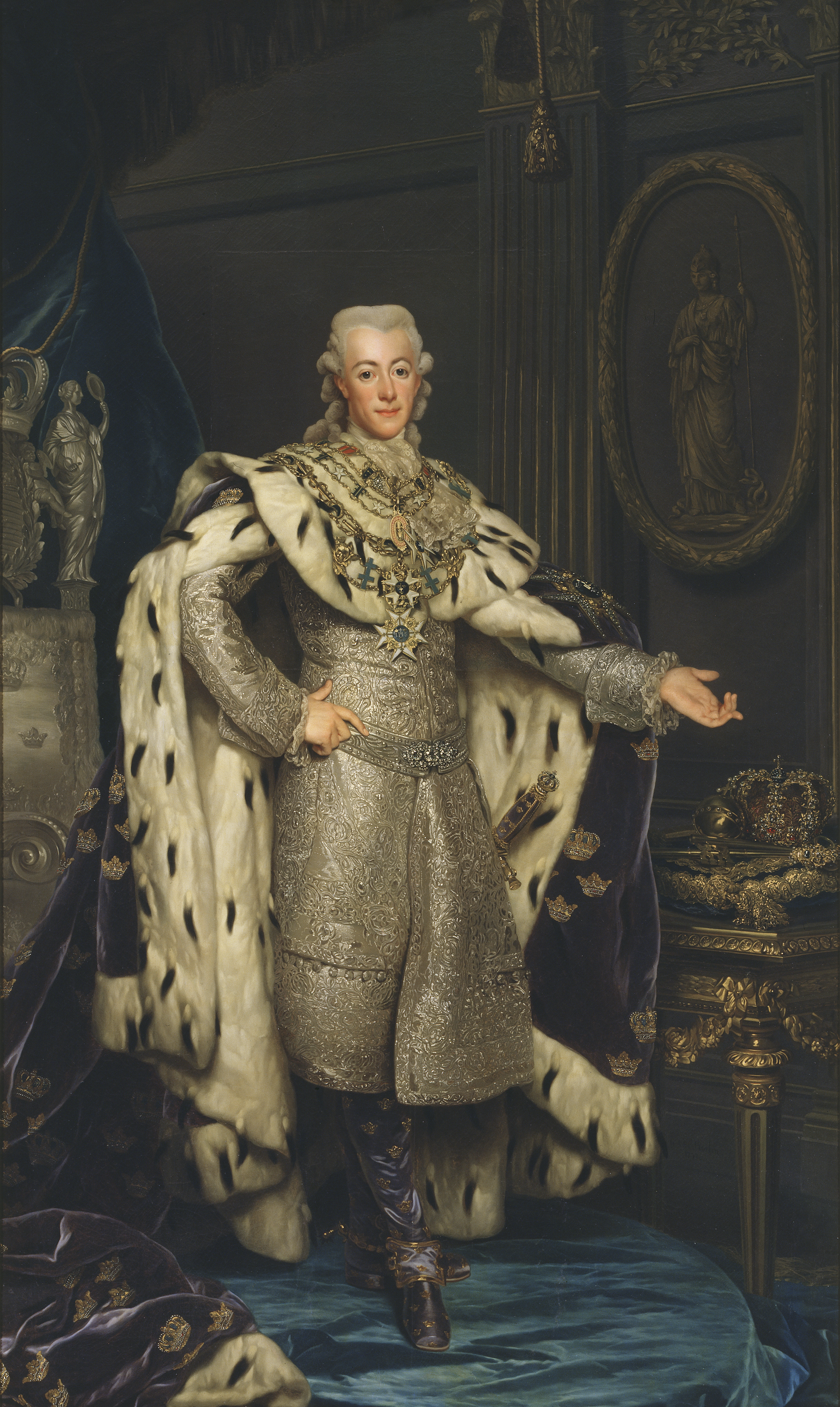
Gustav III, i sin kröningsdräkt, avmålad 1777 av Alexander Roslin
Gustav III:s bilägersdräkt, 1766.
Gustav III:s kröningsstövel. Livrustkammaren.
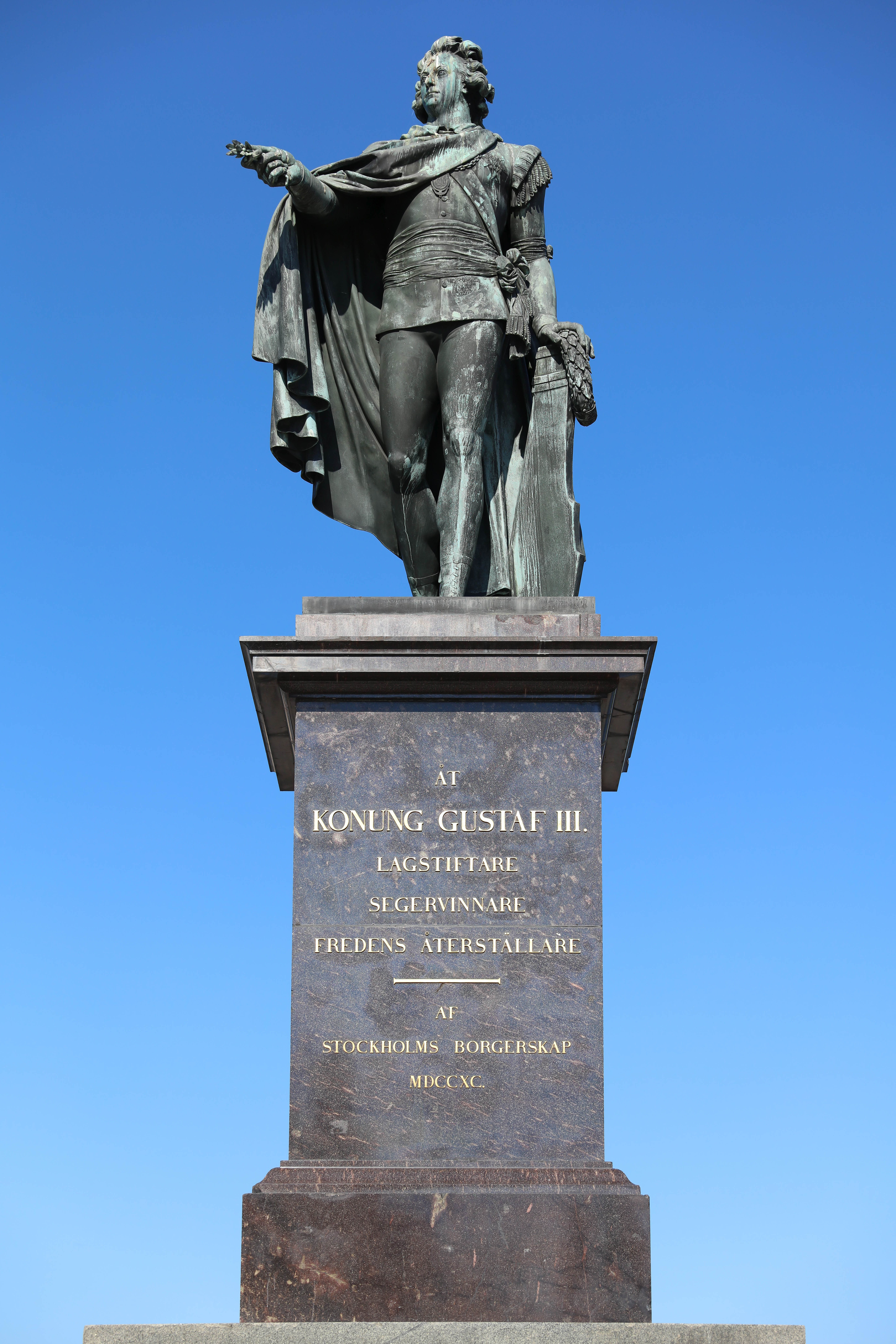
Gustav III:s staty på Skeppsbron i Stockholm. Kungen är klädd i skärgårdsflottans uniform efter att ha kommit tillbaka från kriget och skänker fredens olivkvist till Stockholms borgare. Gustav avbildas som Apollo di Belvedere. Av Johan Tobias Sergel.
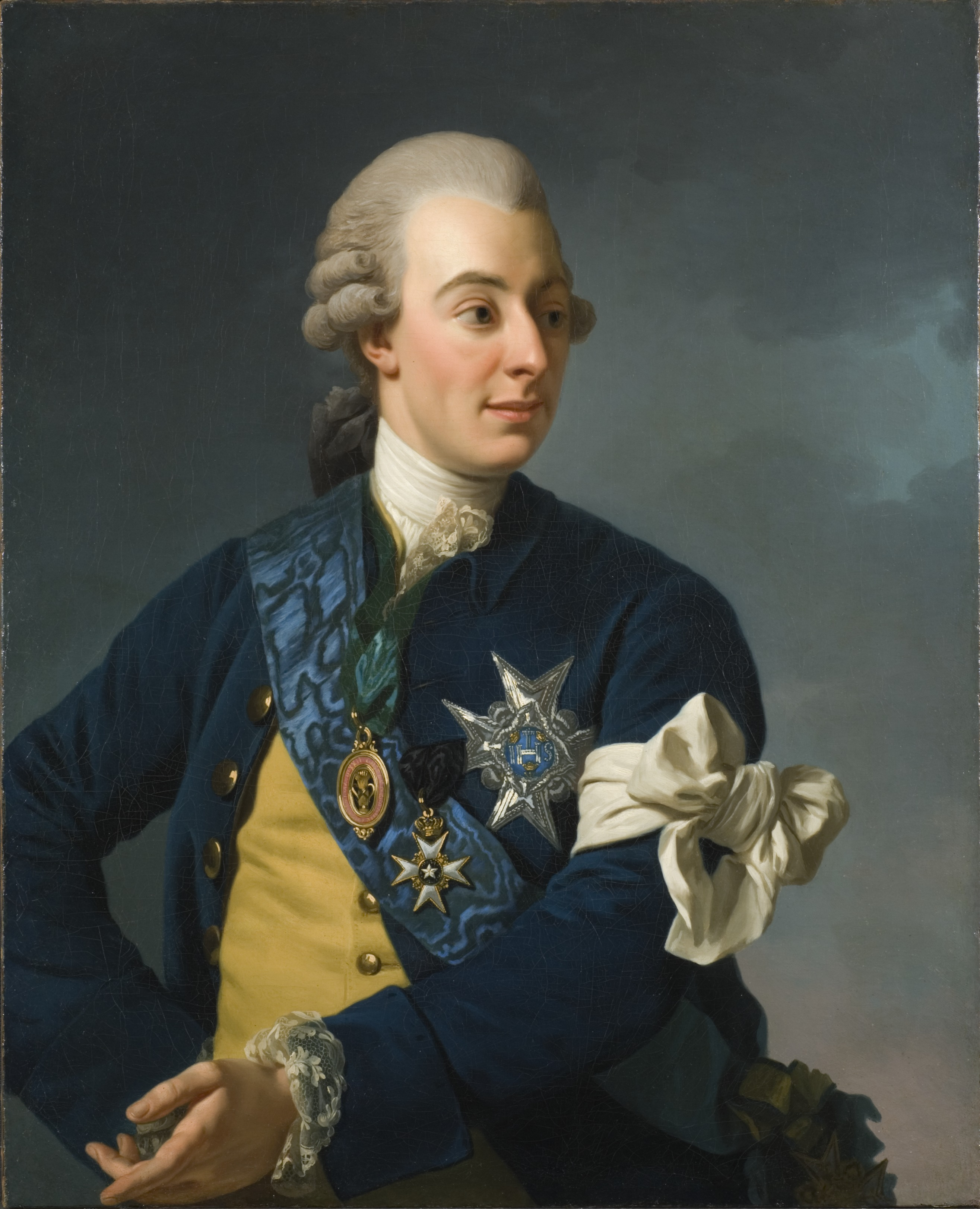
Gustav III år 1772. Porträttet (målat av Alexander Roslin) visar monarken iförd kuppmakaruniformen från 1772. Han bär Serafimerorden (blått band och kraschan), Nordstjärneorden (svart band) samt Vasaorden. Den vita armbindeln blev en detalj till officersuniformen efter kuppen 1772.
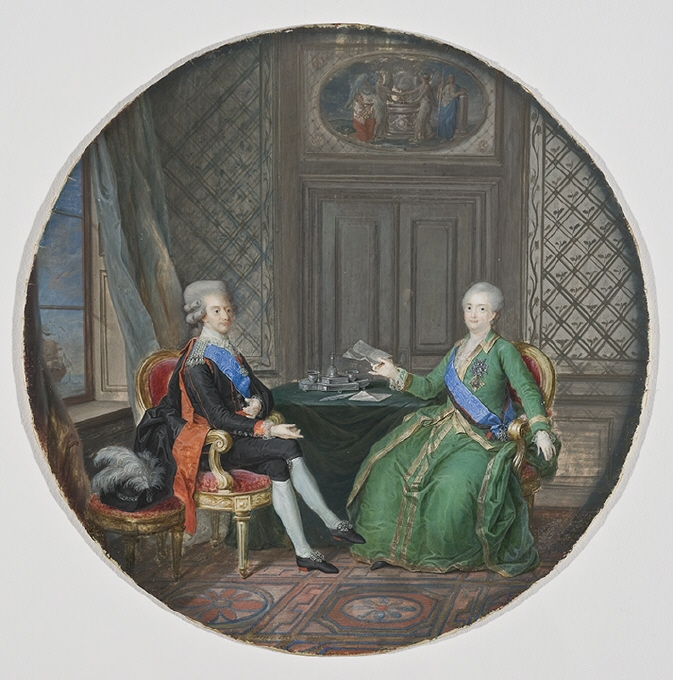
Gustav III tillsammans med Katarina II i Fredrikshamn 1783. Kungen hade strax innan brutit vänster arm när han föll av hästen under en militärmanöver vid Parola malm[30], miniatyr av Cornelius Høijer.
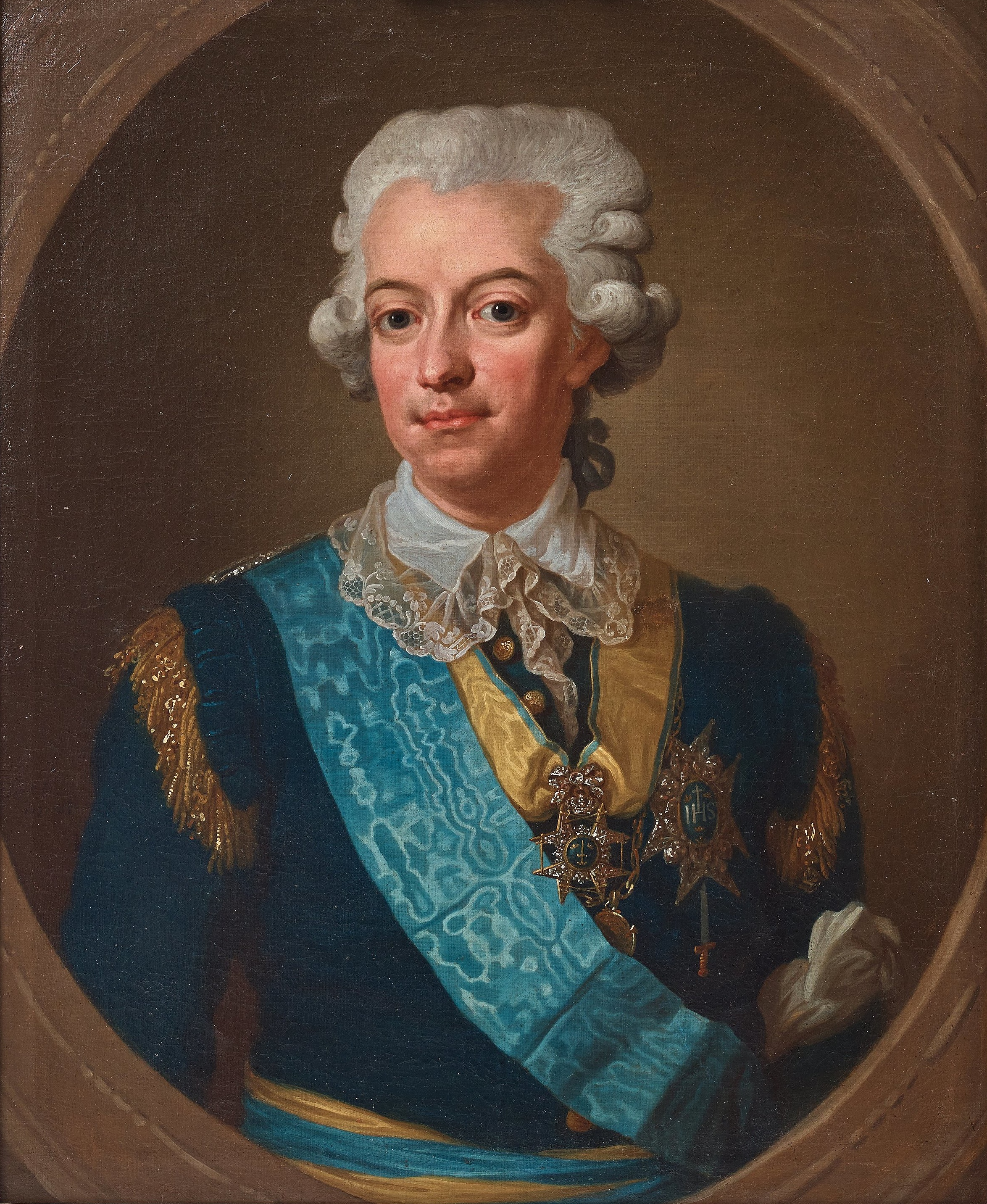
Gustav III iförd arméns flottas uniform m/1779. Kungen bär på bilden Serafimerordens axelband och dess kraschan, han bär runt halsen Svärdsorden samt dess kraschan på bröstet. Under Svärdsorden skymtar även Stora Svensksundsmedaljen.
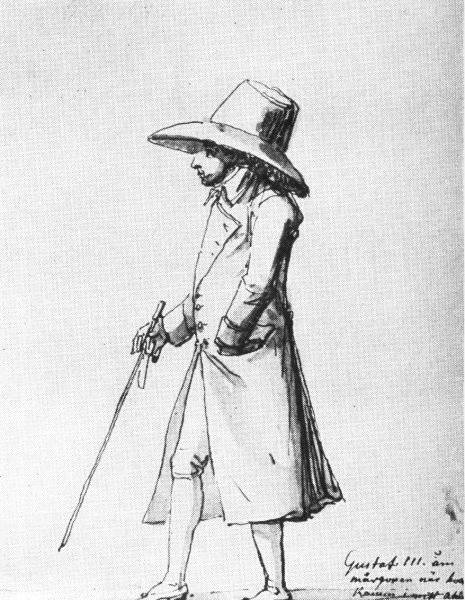
Gustaf III åm mårgonen när han kommer i mitt atelier, teckning av Tobias Sergel
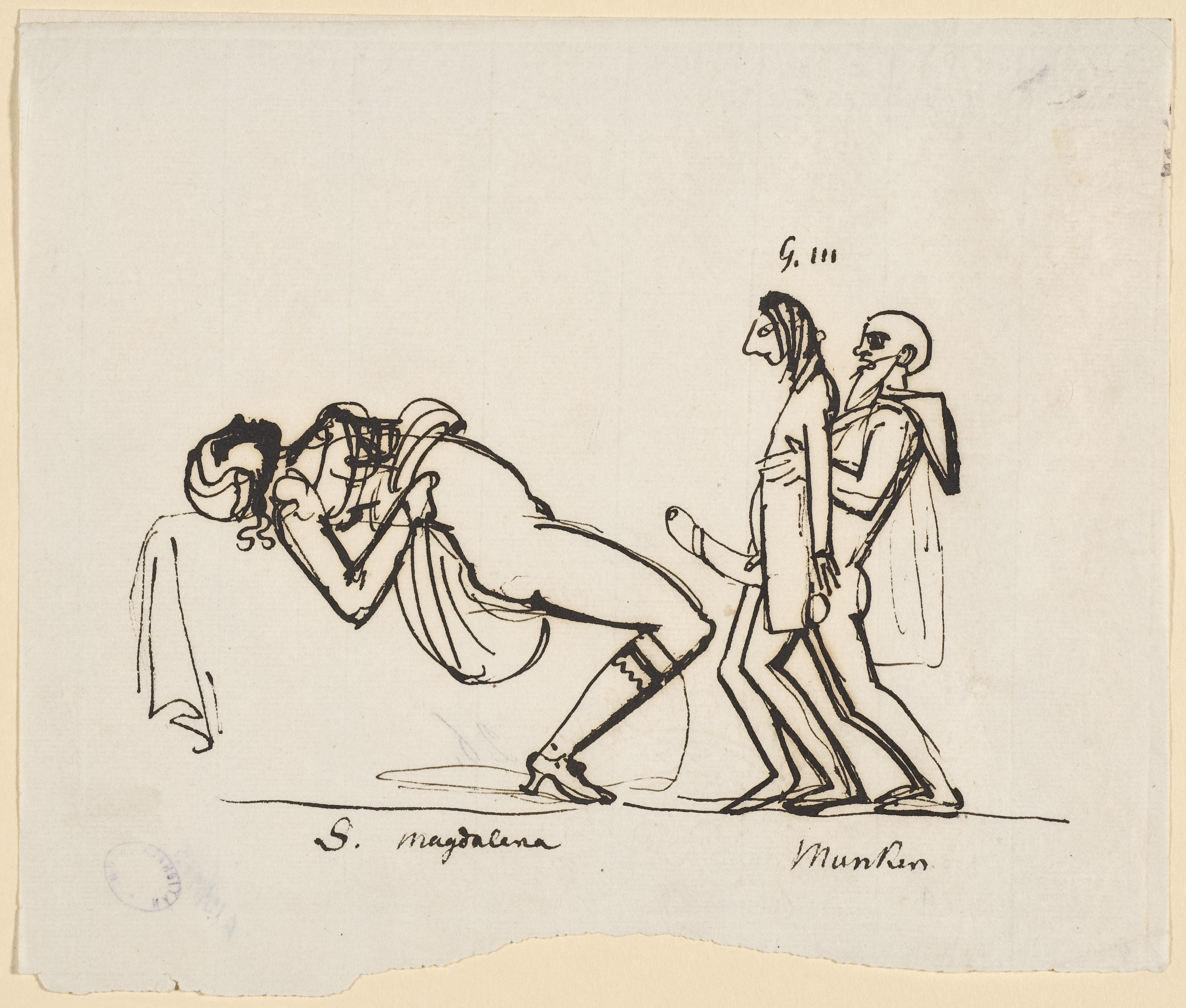
Carl August Ehrensvärds nidbild av Gustav III:s första samlag med sin hustru. Från vänster Sofia Magdalena, Gustav III och Adolf Fredrik Munck.
Porträtt av Gustav III, iklädd den Lilla Serafimerdräkten, 1780-talet.
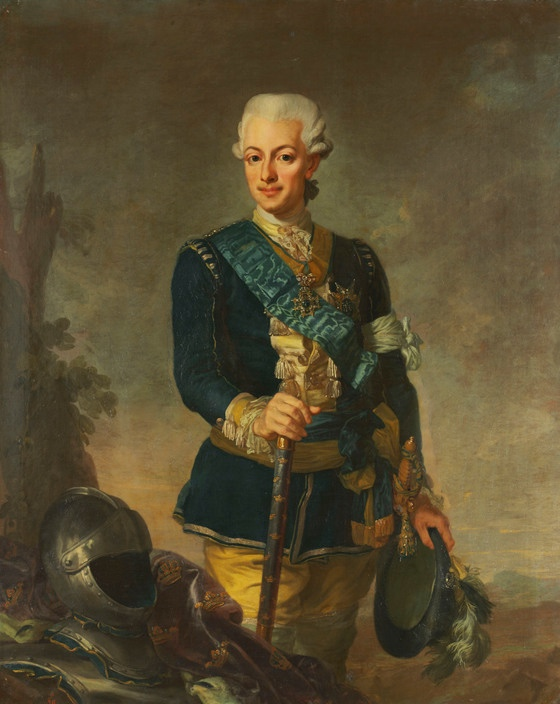
Gustav III iförd Svea Livgardes uniform m/1779, av Lorens Pasch den yngre.
Gustav III avporträtterad i Nationella dräkten av Niklas Lafrensen.
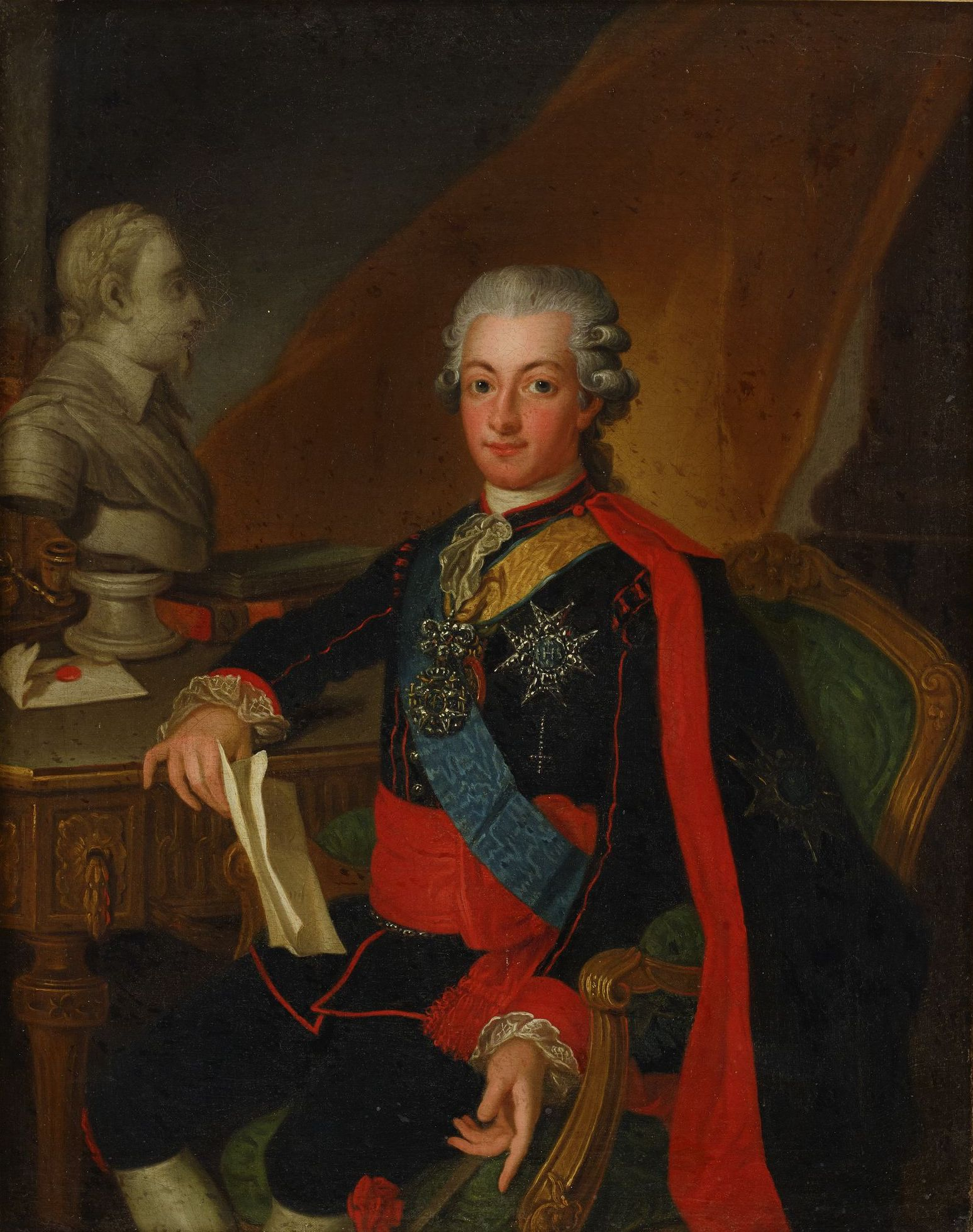
Gustav III, framför en byst av Gustav II Adolf, iklädd den Nationella dräkten, på en målning av Per Krafft den äldre.
Gustav III:s ceremonidräkt.
Gustav III:s stövletter, tillhör hans ceremonidräkt.
Meissenservis med Gustav III:s bild, tillverkad 1772–1774.
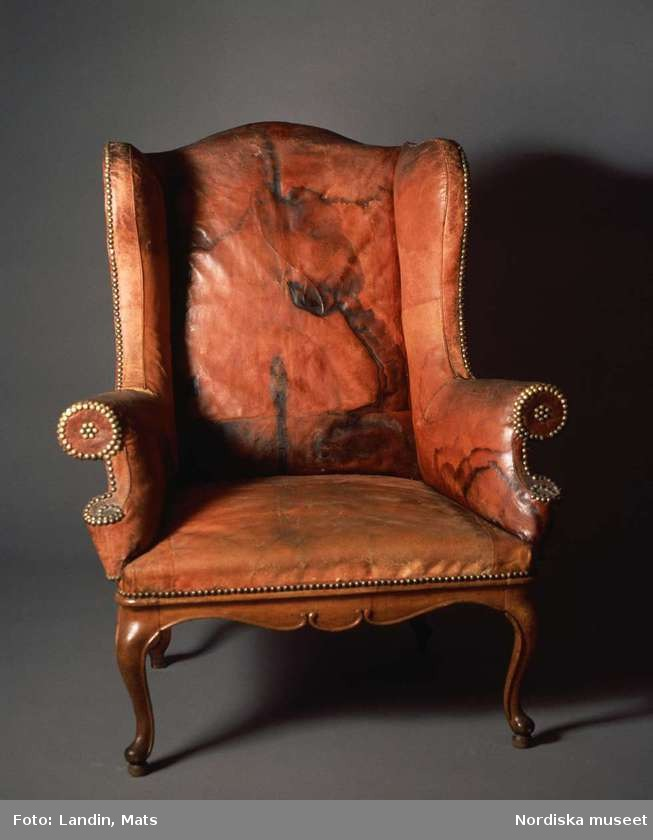
Stolen i vilken Gustav III efter skottet på operan skall ha blivit utburen i. Man kan fortfarande se en blodfläck på ryggstödet.
Minnespeng från 1786 då Gustav III återskapade Vitterhetsakademien som hans mor Lovisa Ulrika skapade.

## Minnesmärken
- Gustav III:s staty på Skeppsbron i Stockholm, invigd 1808.
- Gustav III:s byst i Näckrosdammen i Göteborg, invigd 1923.

## Kulturverk om Gustav III
- Gustafs skål (1772), hyllningsvisa av Carl Michael Bellman
- Så lyser din krona nu, Kung Gustaf, dubbelt dyr (1772), hyllningsvisa av Carl Michael Bellman
- Drottningens juvelsmycke i Törnrosens bok (1834), bok och skådespels-dramatisering av Carl Jonas Love Almqvist
- Syskonen eller Hattarnas och mössornas sista strid (1848), skådespel av Carl Fredrik Ridderstad
- Fyra dagar av konung Gustaf III:s regering (1850), folkligt skådespel av Jeanette Granberg
- Maskeradbalen (1859), opera av Giuseppe Verdi baserad på Gustave III
- En konung (1870), ärofullt skådespel (erhöll pris av Svenska akademien) av Oscar Wijkander
- Gustav III (1902), skådespel av August Strindberg
- En afton hos Gustaf III på Stockholms slott (1925), kortfilm med Gösta Ekman den äldre och personer ur Stockholms socitet till förmån för Röda korset
- Två konungar (1925), långfilm i regi av Elis Ellis, tillika filmmanus med Henning Ohlson
- Kungajakt (1944), långfilm i regi av Alf Sjöberg, tillika manusförfattare jämte Karl Ragnar Gierow
- Tintomara (1973), opera av Lars Johan Werle och Leif Söderström efter Carl Jonas Love Almqvists bok Drottningens juvelsmycke
- Gustav III (1974), TV-produktion av Strindbergs drama i regi av Johan Bergenstråhle, Sveriges Television
- Gustav III - teaterkung och drömmare (1983), TV-film av Inger Åby, Sveriges Television
- Sammansvärjningen (1986), TV-drama i tre delar om kungamordet, av Olle Häger och Hans Villius, Sveriges Television
- Maskeraden, skådespel av Sven Delblanc, TV-teater 1992 (SVT) och 2009 (TV4)
- Gustav III:s äktenskap (2001), mini-TV-serie i två delar, skriven av Klas Östergren, SVT
- Gustaf III, opera, den via nyöppnade arkiv rekonstruerade ursprungsversionen av Verdis Maskeradbalen, uruppförd på Göteborgsoperan 2002[31]
- Gustaf III & Dramaten, skådespel av Staffan Roos, Dramaten, uruppförd på Kungliga slottet 2002
- Gustav III, balett av Patrice Bart och Erik Näslund med musik av Carl Maria von Weber och Joseph Martin Kraus, urpremiär med Kungliga Baletten på Kungliga Operan 2008
- Mordet på min pappa kungen, skådespel av Bobo Lundén, uruppfört i Hagaparken 2008
- Teaterkungen, musikalbum och musikalisk föreställning av Stefan Andersson från 2011
- Jag Gustav III, älskad, hatad, beundrad, förtalad; monologteater med 1700-talsmusik, av Gunnel Bergström, Hagaparken 2014.

## Eftermäle
Mordet påverkade många men hans son Gustav IV blev djupt påverkad av händelsen. Långt senare i sitt liv skulle Gustav Adolf skriva att de sorger han genomlidit i sitt liv orsakades av faderns tragiska slut.
På årsdagen av hans faders mord 1807 så beordrade kungen plötsligt att operahuset skulle stängas för att sedan jämnas med marken. Kungen upprepade ordern men blir motarbetad av dom som fick uppdraget. Till sist släpper kungen det hela och operan öppnar igen.
Det har skrivits åtskillig litteratur om Gustav III och han har skildrats på olika sätt av eftervärlden. Han har upphöjts som en stor svensk kung och ljusgestalt av bland andra Esaias Tegnér, Bernhard von Beskow och Beth Hennings, och skildrats mer moraliskt dömande av bland andra Gudmund Göran Adlerbeth och Olle Holmberg. Erik Lönnroth, som porträtterat Gustav III utifrån hans egna skrifter, brev och uttalanden, har utan att avse någon moralisk värdering karaktäriserat honom som "en högt begåvad fantasimänniska".

## Spökerier
Gustav III:s vålnad sägs fortfarande hemsöka platsen där han blev skjuten, trots att tidens operahus sedan länge ersatts med dagens kungliga opera. Enligt myten ska man på årsdagen av attentatet den 16 mars kunna se kungen springa blodig genom operakorridorerna och höra hans klagoskrik “"Ay, ay! Je suis blessé!".

## Platser namngivna efter Gustav III
- Gustafs socken – Dalarna
- Gustavs socken – äldre namn (1781–1931) på Börringe socken, Skåne
- Gustav III:s torg - Östersund, Jämtland
- Gustavia – huvudort på Saint Barthélemy
- Gustav III:s flygplats – flygplats på Saint Barthélemy